# バック・アロウ
『バック・アロウ』（BACK ARROW）は、スタジオヴォルン制作による日本のテレビアニメ作品。2021年1月から6月までTOKYO MXほかにて連続2クールで放送された。
壁に囲まれた世界「リンガリンド」を舞台に、主人公であるバック・アロウが失った記憶を取り戻そうと壁の外を目指していくストーリーが描かれる。本作品のテーマは「信念」。

## あらすじ
巨大な壁に囲まれた大地・リンガリンドの僻地にあるエッジャ村に、ある日ラクホウで落ちてきた全裸の男があらわれる。男は記憶喪失だったが、壁の外に行きたいという。バック・アロウと名乗ることになった男はバインドワッパーでブライハイトを操り、村人を驚かせる。その後壁を目指そうするアロウだったが途中でレッカ凱帝国天命宮大長官のシュウ・ビと運命的出会いを果たす。リュート卿和国の命を受けたイキ合愁国自警団がアロウを探し村を襲う。バインドワッパーを使ったエルシャは村の地下に落ちて、巨大城艦「グランエッジャ」を起動させる。イキ軍を退けたアロウと村人たちはシュウを仲間に加え、彼と対立するカイ・ロウダンやレン・シンらとの衝突を起こしながらも壁の外に関する手がかりを探す旅に出る。レッカ凱帝国の勢力拡大に巻き込まれる中でリュート卿和国のプラーク・コンラートと出会い王女フィーネ・フォルテと接触するが、リュートの闇に触れてしまい、さらにレッカの凱帝陛下たるゼツ・ダイダンの宣戦布告によるレッカとリュートの二国間戦争に巻き込まれる。両国の長も戦場に赴き熾烈な戦いとなるも、持久戦に持ち込んだリュートの勝利となり、和平協定により両国の戦争は幕を閉じた。しかし、リュートの闇を知らなかったリュート国民によりフィーネとプラークはその身を追われ、彼らは新たに立ち上がったグランエッジャ城艦国の国民となる。さらに神といわれる存在がリンガリンドの殲滅を本格的に始めたことで、グランエッジャ城艦国は壁の外を目指し、神に出会い世界の消滅を阻止することを決意。様々な苦難を経てついに壁の外に存在する神の世界に辿り着いたアロウ達はこの世界の真理を知り、神を救済すべく新たな旅に出ることとなった。

## 登場人物

### 主要人物
バック・アロウ (BACK ARROW)
声 - 梶裕貴
グランエッジャ城塞戦艦国外交大使→リンガリンドの殲滅者→リンガリンドの救済者
本作の主人公。壁の外から落ちてきたラクホウの中に全裸で入っていた謎の男性。胸に大きな傷跡を持つ。
自分の名前を含めた全ての記憶を失っており、唯一憶えていたことは「自分は壁の外から来た」という記憶と「壁の外へ戻らなければならない」という使命だけだった。名前も思い出せなかったため、ビットから言われた「バッキャロー」を元に「バック・アロウ」という名前になった。その際アロウ自ら「アロウ!!バック・アロウだ!」と強調していた通りリンガリンドの人々と違いアロウだけは名前の順序が姓・名となっている。
ブライハイト「ムガ」を操る。信念を持っていないが故にブライハイトの対決で勝っても相手の命を奪うことはない、分身攻撃、武器への変身など、常識を逸脱した特殊な能力を多々有しており、ブライハイト戦においては暴走するラブソリュート・ノワール＝フィノワールからラブソリュート＝フィーネに戻せる唯一の人物でもある。レッカ凱帝国のゼツやリュート卿和国からは一目置かれている。
基本的に明朗快活で良くも悪くも自分に正直な性格。面倒身が良く他者への思いやりや気遣う気持ちもありグランエッジャ城塞国の仲間達やグランエッジャに亡命した元リュート卿和国のフィーネやプラークからの信頼も非常に厚いが何よりも「壁の外に行く」という使命感から時にはシュウの自身を切り捨てる発言を割り切ったりエルシャ達の話に耳を貸さずに独断行動を取るなど、単純なだけではない一面もある。
壁の外に帰ることを目的としており、エッジャ村の住人達と共に城塞戦艦「グランエッジャ」に乗り込み、壁の外を目指すことになる。シュウには、リンガリンドを統一する王となることでレッカ凱帝国とリュート卿和国の協力を以て世界壁の外を目指すことを提案され難なく承諾したが、戦争終結後アロウ自身が誰かの力になりたいと思った時に力を発揮できることに気付き王になることは辞退している。グランエッジャ城艦国が建国された際には、シュウと共に国の外交大使に就く。
ルドルフの策によりグランエッジャで壁の外のエピタフマウンテンへ向かうと、自身の正体が「神が遣わしたリンガリンドの殲滅者」であることを明かされる。リンガリンドの人間を殲滅するという本来の能力を覚醒させられてマエストローグのピースに手を翳しただけでピースを消滅させ、その後マエストローグと合体し自身の眠っていた“その恐るべき本来の力”を自分の意思では抑えきれずリュートの兵やバラン、デマインをも一瞬で殺害していく。なお通常のアロウの時は胸の傷が現れ続け殲滅者として覚醒中の時は反対に胸の傷が消える。これにより実質リュート卿和国は消滅したがシュウの作戦によりマエストローグから切り離され、“その恐るべき本来の力”の暴走は一旦収まるが、ルドルフが作った壁によってグランエッジャと分断されてしまい殲滅者の力を持った状態で彷徨うことになる。リンガリンドへ戻った後にラブソリュート&ノワールの力で機装顕現が解除され無差別に攻撃することは無くなるが、殲滅者としての能力は未だ失われず接触したシュウを再会の握手中に消去してしまう。その後解除された機装顕現も殲滅者の能力で自分の意思とは関係なく強制的に機装顕現してしまう。自身の殲滅者の力でシュウがこの世の中から消えてしまったこと等に対して深く絶望し、生きる希望すら見いだせれないアロウだったが、ルドルフと戦っているゼツに「滅びを望むくらいなら足掻いて神を出し抜け」と叱咤された事により気持ちが晴れたかのように生きる希望を見つけ出し、ゼツと共に戦う事を決心しオウゲンのムガソードとなってゼツと2人でルドルフに戦いを挑む。仲間達のサポートでルドルフを追い込み、ゼツの覇道天弓でゼツと共にルドルフを貫くが、彼に接触してしまったことで殲滅者としての記憶を注ぎ込まれ、意図せずゼツに致命傷を与えてしまう。ゼツを失い失意の底に堕ちると力を増した殲滅能力で大地をも消し去っていく中でカイと遭遇、カイの覇天暗黒弾によってムガが消滅されることでカイに自分を消して欲しいと願うが、壁の外の世界から戻ってきたシュウによってデータを書き換えられ殲滅者の力が消滅し機装顕現も自由に行えるようになる。
世界の真実を知った事で全員が「神」がいる領域へ向かおうとする中、殲滅者として人を殺してしまったことやこれまでの自分の行動が本当に正しかったかと迷うが、カイとの直接の決闘を通じて今の自分が存在するのはリンガリンドで関わってきた人たちのおかげであると気付き、リンガリンドの「殲滅者」ではなく「救済者」として進む決意を固める。「すべてを救う男」として再びムガの力をグランエッジャやカイと共にふるい、復活したルドルフらの猛攻を掻い潜って神の世界へ到達。自分の姿とそっくりなガーディアンとの対決を経て、自らが救済者であることをエルシャらと共に訴え、神の説得に成功。そして神の正体を知り、シュウ達と共に神を元いた場所に送り届けるという新たな使命を抱く。
シュウ・ビ (SHU BI)
声 - 杉田智和、上田麗奈（子供時代）
レッカ凱帝国天命宮大長官→グランエッジャ軍師兼グランエッジャ城塞戦艦国外交大使
本作のもう一人の主人公。信念「我思う、故に我あり」を機装顕現させ自身の分身である信念体「シュウ・ビ」を操る。
レッカの無敵将軍のカイとは北壁時代からの竹馬の友であり基本的に穏やかな口調で他者と接するが、実際は冷徹なまでの頭脳と判断力で常に先を見通し、見込みがないと判断すれば即座に他者を切り捨てる非情さを持つ。それ故に当初はエッジャ村の面々からも警戒されていたが、次第に頼れる存在となる。アロウとは馬が合う。力でリンガリンド最強の座に君臨するゼツに対し、頭脳で最強となることを目的としている。また、走るのが苦手なほど体力や武力に関しては皆無ではあるが、政治，軍事，科学の才能はリュートのピース，バラン，デマインを上回り、グランエッジャの内部の仕組みを即座に見抜くなど、口癖として「僕は天才だからねぇ」と呟く通りの天才に違わない人知を超えた頭脳の持ち主でもある。自身の身体能力、体の弱さを補う為外部の衝撃から自身を守れる様に天命宮大長官服にはエアバッグが仕込まれており、少しでもシュウに衝撃が加わると守る様にエアバッグが発動する。愛用している扇子にも遠隔スイッチ、通信機能、アロウをびっくりさせる為の謎の風船、護身用に電撃を出す等といった沢山のギミックが仕込まれている。知識欲と行動力が非常に旺盛で、知りたいものがあれば自ら動き、一度言い出したら絶対に止められない。一方で柔軟な思考も持ち合わせ、不確定要素であるアロウと独自に接触して助言を送ることもある。グランエッジャを攻撃する際に自らアロウ達に捕まり、国を裏切りアロウ達の元に投降する形でグランエッジャの軍師として、壁の外の秘密や世界の真理を確かめるべく、アロウ達の旅に同行することになる。それ以降は豊富な知識と頭脳で旅のサポートをしている。
サポート後の活躍としては、グランエッジャの謎の解明とメンテナンス及び強化、通常戦闘時の作戦の提案とアロウの戦術サポート、ブライハイトや技の命名、美少年牧場での問題解決、リュートでのアロウ救出、レッカとの決戦時に編み出したムガのエネルギーを利用して放つグランエッジャの「グランアロー」等がある。また戦争後、動けなくなったグランエッジャを自動修理装置で30時間かかるところを、シュウ一人で短時間で修理を完了している。グランエッジャ城艦国の建国後、外交大使として様々な交渉事も難なくこなす。グランエッジャ独立国宣言後たった2か月間でグランエッジャの変形機構を発見しグランアローを発展させた「グランアローバーチカル」と「グレートバーニング」を生み出している。アロウが殲滅者として覚醒した後、機装顕現を自力で解除できない為ブラハイトから降りれなくなったアロウを元に戻す為にフィーネとフィノワールの人格を使い分けてアロウのブライハイト化を強制解除させるグランエッジャの新兵器「グランアロー・ラブソリュート」を編み出し見事アロウのブライハイト化の解除に成功したが、アロウと握手を交わした瞬間に肉体が消滅してしまう。また、自身の消滅前には、ビットにデマイン科学研究所から盗み出しシュウ自らが改良を加えたリュート産改造ワッパー2個のうちの1個を「君が最後の切り札だ」と伝えて託している。
実際は消滅しておらず、残った改造ワッパーの1個を使用し自身のブライハイト「シュウ・ビ」を生み出し、殲滅者となったアロウに信念体の自分を消滅させることで自分の意識を神の領域に送り世界の真実を調査していた。本来は3日間調査する予定だったが、調査の途中でアロウとカイが接触したことが影響しリンガリンドに引き戻される。そしてそれまでに知った情報によってアロウの殲滅者としての能力を消滅させ、その場にいた全員に世界の真実を伝えている。グランエッジャと共に神の世界に到達し、神の正体やこの世界の理を誰よりも詳しく理解した後、アロウ達と共に神を元いた場所へ送り返すことに同行。神の世界から帰還後1ヶ月の間にリンガワールドの殲滅システムの消去とグランエッジャに惑星間航行の装置を作りキョウを驚かせている。旅立つ前にカイに自分たちの夢を実現することを約束しレンにカイの補佐を頼んだ後、アロウ達と共に神の生まれた星に向かった。

### エッジャ村 → グランエッジャ→グランエッジャ城艦国
物語の始まりとなるイキ合愁国の辺境の高台にある小さな村、服装や文化は開拓時代のアメリカのイメージ。資源もなく食料に乏しいためどこからも見向きもされていなかったが、ラクホウ（アロウ）が落ちてきたことと村の下から城塞戦艦「グランエッジャ」が出現したためエッジャ村自体が消失してしまい、村人全員がグランエッジャに乗艦してアロウが目的にしている壁の外を目指すことになる。そのためグランエッジャの存在自体を危険視されたレッカとリュート双方から狙われることになるがレッカの世界統一宣言に対抗するためにリュート卿和国と同盟を締結。その後リュート軍と共にレッカとの戦争に参加し、その中でグランエッジャが発動した「グランアロー」によってレッカ軍を壊滅させリュートを勝利に導くが、ルドルフの策によってフィーネ共々リュートの反逆者にされてしまう。フィーネを処刑するために引き渡しを要求されるが、ソーラの命懸けの行動とピース達から根なし草で流浪の民と呼ばれたことから、アタリーが「グランエッジャ城艦国」を宣言し独立国家となる。正式名称は「グランエッジャ城塞戦艦国」。
アタリーが女王となり、フィーネとプラークがグランエッジャ城塞戦艦国へ亡命し後に国交調印式にてプラーク機甲師団を迎え入れ、美少年牧場らの勢力の協力も得ることとなった。以降は実質アタリー国王を中心としてアロウ（大使）シュウ（軍師兼大使）エルシャ（村長兼グランエッジャ操縦士）ビット（軍師管理大元帥）フィーネ（国家顧問）プラーク（機甲師団長）を主軸としてグランエッジャ城塞戦艦国を支えていく事となった。
バック・アロウ
バック・アロウを参照。
シュウ・ビ
シュウ・ビを参照。
アタリー・アリエル (ATLEE ARIEL)
声 - 洲崎綾
エッジャ村保安官→グランエッジャ城塞戦艦国女王
本作のヒロインの一人。緑色の髪で小柄な体格。エッジャ村で亡き父の跡を継いだ保安官を務める女性。信念「とりあえずやり過ごす」を機装顕現させたブライハイト「リュージュ」を操る。
穏やかで心優しい性格の持ち主でアニー達のような親の居ない子供達の面倒をみており、全裸でやってきたアロウに対しても父親の形見であるパンツと服を渡している。
デバッガーが村を襲った際、村の保安官として危険であるにも関わらず最初にバインドワッパーを装着し「リュージュ」を機装顕現させている。
保身に走りがちなエッジャ村の面々と違い他者への思いやりが強く、ブライハイト戦で命を救われたことからアロウを恩人と慕うようになり、エッジャ村の住人がアロウをイキ合愁国に売り渡そうとした際にも唯一反対した。
しかしその優しさ故に自身の気持ちを押し殺してしまう傾向があり、アロウが単独行動を取った時もアロウを迎えに行こうとするも、エルシャから半ば依存される形で引き止められるも拒むことは出来なかった。
レッカとの戦争にグランエッジャの一員として参戦したものの、アロウやエルシャ達と違い戦闘で役に立てなかった事を気にかけていたが、エルシャからは他の誰よりも率先して動けると評価しており、戦争後フィーネの引き渡しをリュートから要求された際には、断固として拒否し「グランエッジャ城艦国」の建国を宣言し、国民の意見により国の女王となる。調印式にきた小国や自治領の領主からは「革命の乙女」と呼ばれている。
エッジャ村を出てから強大な敵と戦い乗り越えていったことで、自身の信念である「とりあえずやり過ごす」は「どんな困難も乗り越えることが出来る」という意味に変化しており、アタリー自身とリュージュも強くなっている。
グランレッカで神の世界へ行き、ガーディアンからの攻撃を受ける最中、単独でリュージュで出撃し何故神が自分たちを滅ぼすのかと問い、ガーディアンからシュウが知りたかった「神」の正体と世界の真実を知る。神の世界から帰還後は「神」を元の世界に返すためアロウ達と共にリンガリンドから宇宙へと旅立つ。
エルシャ・リーン (ELSHA LEAN)
声 - 小澤亜李
エッジャ村村長兼グランエッジャの操艦士
本作のヒロインの一人。エッジャ村の村長の孫で、エッジャ村の住人のことを第一に考えている。信念「絶対に生きのびる」を機装顕現させたブライハイト「シャドウ」を操る。
「壁の外から来た」と主張するアロウを最初は怪しんでいたが、何度も窮地を救ってくれたことと、自分達がアロウを売り渡してもなお仲間として見てくれたことから信頼するようになる。
基本的に活気で明るい性格だが、実際はエッジャ村の面々同様に後ろ向き且つ保身的な一面もあったが、アロウと和解して以降は以前よりも前向きな姿勢を持つようになった。しかし、旅の中でアロウを信用しない祖父とすれ違いを起こすようになり、祖父から投げやりに村長の座を譲られるが、新しい村長という責任からリュート卿和国からの勧誘に応じ、それに応じようとしないアロウと喧嘩別れをしてしまう。村長になって以降は村長としての責任と重圧から半ばアタリーの意思を無視する形で依存するようになる。アタリーと同じくアロウに好意を抱いてはいるものの、自身の性格と出会った頃のアロウへの態度から躊躇しているが、ビットの言葉で吹っ切れることになる。
リュート卿和国に招かれるや否や、レッカ凱帝国との戦争を目論むフィノワールの策によりプラークとの命を懸けた決闘を交えることになるが、新たなる決意により信念を強めアロウの協力も得て勝利。その後、フィーネ率いるリュート卿和国との同盟をエッジャ村長として締結し、レッカ凱帝国と対峙することになる。戦争終結後、独立国家となり調印式にきた小国や自治領の領主からは「疾風の女王」と呼ばれている。
アロウが入っていたラクホウの中にあったバインドワッパーを使用したことで城塞戦艦の操艦を担当することになり、城塞戦艦を「グランエッジャ」と名付ける。グランエッジャの性能をフルに発揮しなければならないことが多いためブライハイトでの戦闘少なく、リュートでのプラークとの決闘とレッカとの戦争時にギガンレップウによってグランエッジャと切り離された時のみである。エルシャ自身射撃が得意なため「シャドウ」単体での攻撃方法は射撃が中心になる。またグランエッジャへの操艦も上達しており、地上城塞戦艦にも関わらず短時間でリュートでのレッカとルドルフの戦闘に参加することが出来る程、速度が上昇している。
神の世界から帰還後は「神」を元の世界に返すためアロウ達と共にリンガリンドから宇宙へと旅立つ。
ビット・ナミタル (BIT NAMITAL)
声 - 小野賢章
エッジャ村一番のお調子者→軍師管理大元帥
信念「とことんまでに人頼み」を機装顕現させたブライハイト「カイテン」と「ブライハイト・グランエッジャ」と「ブライハイト・グランレッカ」を操る
調子に乗りやすいがビビり癖がある為、エルシャからは度々呆れられている。機装顕現する際にはかっこよく見せる為に変身ポーズを取る。貧乏性でもあり旧エッジャ村の日常品の残骸やアロウが乗ってきたラクホウまでをも内緒でグランエッジャの城内の倉庫に思い出の品として保管している。裁縫が得意であり、アロウの服を仕立てた。
村を襲ってきたタイロンを一度は捕らえるものの、タイロンの口車に乗ってしまいエッジャ村の住人を巻き込んでアロウをイキ合愁国に売り渡そうとした。しかし、タイロン達に裏切られ逆にエッジャ村の住人を危険に晒してしまい、奪われたバインドワッパーを取り返してアロウに助けを求めた。
基本的にお調子者且つ小心者で、当初はアロウやシュウといった警戒していた相手にも上手く言い包められて良いように使われることもあり、シュウには「大元帥殿」と呼ばれている。表向きはグランエッジャ軍師のシュウの上司に当る軍師管理大元帥だがシュウの言うままにシュウに指示を出す名目だけのアロウの提案によってシュウが適当に作った役職である。
エッジゃ村にいた頃は銃の扱いが苦手であったが、グランエッジャに乗艦してからは陰で訓練したことで銃の腕前は上達しており、銃もグランエッジャに配備されていた銃を使用している。戦場においてはシュウと共にグランエッジャの操縦及び砲手を務めており、操縦面では慣れていない面が多く度々シュウに呆れられているが、マエストローグを攻撃した時には主砲を全弾命中させている。
お調子者であるところは変わらないが精神的に大きく成長しており、レッカとの戦闘で無口になっているシュウの心境を察したり、素手で向かってくるレッカの兵をシュウが銃撃しようとした際には、自分がシュウの上官だからと言ってシュウに変わって銃撃を試みていた。またアタリーだけでなくエルシャもアロウに好意を持っていることに気付いており、躊躇するエルシャに対して背中を押している。
殲滅者として覚醒したアロウの力により消滅したシュウからは「君が最後の切り札だ！」と言われ密かにシュウ自らが改良したリュート産改造ワッパーを託された後リンガリンドの運命が掛かったルドルフとの戦いの最中にシュウの意思を受け継ぐ形で軍事管理大元帥のプライドを掛け、ルドルフの力に恐れながらもブライハイト、「カイテン」への機装顕現を果たし更にはグランエッジャを人型ブライハイト「ブライハイト・グランエッジャ」に変形させてみせ、そしてルドルフとの戦いで窮地に追い込まれる中、ダイレッカと合体してブライハイト「グランレッカ」を完成させる。神の世界でのガーディアンとの戦いでは、神の生み出したものさえも自分の力として取り込み、その力でムガソードもグランレッカの大きさに変えてガーディアンのブライハイトを破壊した。
神の世界から帰還後は「神」を元の世界に返すためアロウ達と共にリンガリンドから宇宙へと旅立つ。
バーク・リーン (BURK LEAN)
声 - 河本邦弘
エッジャ村の村長でエルシャの祖父。当初より未来に希望を持たずエッジャ村の現状を維持することを第一としていた為、外部の者であるアロウやシュウを嫌っており、エルシャ達が二人と和解して尚、二人を警戒している。
グランエッジャで旅を続ける中でエッジャ村にいた時よりも安定した生活を送れるようになるがエルシャとすれ違いを起こすようになり、自分の意見は誰も聞かないという理由から投げやり気味にエルシャに村長の座を譲る。リュート卿和国に辿り着いた時はリュート側からグランエッジャに変わる新しい土地を与えられると聞き喜んでいたが、リュートとレッカの対立や貴族絡みの問題に巻き込まれたことで嫌気がさし、これまで助けてくれたソーラがリュートの貴族であると判明すると皮肉や嫌味を垂れ流しながら距離を置くようになる。しかし、ソーラが命掛けで自身や村人達を救い、命を落とした姿を見たことで考えを改め、グランエッジャ城塞国を自分達の居場所と決め誰かに頼るのではなく最後まで自分達の力で生き抜く覚悟を持つようになり、多忙なアタリーやエルシャに変わって国民をまとめる役割を果たしており、アタリー達の行動を全面的に容認する。
ソーラ・アシン (SOLA ATHIN) / ヴェルナー・コンラート
声 - 関智一
エッジャ村の医者。信念「運命から逃げ続ける」を機装顕現させたブライハイト「パラノアッシュ」を操る。
元は村の外の人間だが、物語が始まる1年前にエッジャ村に来ており医学知識の無いエッジャ村の人間達から歓迎されている。
基本的に冷静且つ慎重な性格。医学知識の他にも他国の知識や情勢にも精通し、それらでシュウのサポートを行うこともある。
元はリュート卿和国の貴族「機甲卿」。本名は「ヴェルナー・コンラート」で、リュート卿和国六大卿・プラークの兄で当時はリュート最強のブライハイト使いとまで言われていた。幼い頃はプラークやフィーネと仲睦まじい関係だったが、ハングライダーで飛行していたプラークとフィーネを鳥と見間違えて撃ち落としてしまった事件をきっかけにプラークとの仲が険悪となり、二重人格となってしまったフィーネを治療するために国を離れる。その先でエッジャ村に辿り着き、そこで突如現れたブライハイト対決で勝利しても相手の命を奪わないアロウの特殊な力やグランエッジャを研究しシュウの知識を活かして応用することでフィーネを救えるのではないかと考える。
リュート卿和国に戻ってきた際にはプラークから冷たい態度を取られており、レッカ凱帝国との戦争が勃発する直前には「せめて姫のために戦って死ね」と浴びせられている。しかし、上述の事件は全てルドルフが仕組んだことであり、その事実を明かされフィーネを貶めたことによるルドルフへの怒りから機装顕現を行うもルドルフに圧倒されその場から辛くも逃れるが、最期はエッジャ村の面々を守る為に暴徒からの盾になり、フィーネと再会した後に全ての原因はルドルフが起こした事だと伝えて消滅した。
信念子となってその存在が消えゆく中、アロウらが神の世界で信念子が不足し苦戦していることを、同じく信念子となったゼツとフィノワールに助言することで、アロウ達に逆転の道を辿らせた。
アニー (ANNIE)、ジム (JIM)、トム (TOM)、サム (SAM)
声 - 上田麗奈（アニー）、松本沙羅（ジム）、永瀬アンナ（トム）、長縄まりあ（サム）
エッジャ村の子供たち。ジム、トム、サムが男の子で、アニーが女の子。遊んでくれるアロウやアタリーに懐いている。

### レッカ凱帝国
リンガリンドの西に位置する凱帝ゼツ・ダイダンが一代で大国にした戦闘国家で、服装や文化は古代中国のイメージ。武の心を重んじ、強大な武力を有し、信念を鍛え上げるために武術や心術等の修行を日夜欠かさず行い、それら全ては己自身のブライハイトの進化の為と考え、読書が苦行とされる程戦う事に喜びを感じている。信念を最も大切にしている国でもあり、ゼツや彼に魅かれた軍人はこの世界の常識を超えた信念を持つようになる。一方で文官は不足しており、奴隷出身のシュウや貴族出身であるが性格に問題があるテイのような人物でも重用されている。また古今東西の例にもれず武官と文官の仲は良くない。ゼツに服属しない辺境の地は制圧を受ける。壁にまつわる禁書が保管されているなどリンガリンドの歴史や伝説に長であり、ており、「世界壁こそが神である」という思想を貫き通している。北方の地にはグランエッジャに酷似した巨大要塞が眠っていた。リュート卿和国との戦争で敗北したことで大量のバインドワッパーを失い、経済・軍事力共に疲弊しており最強国家の座を失う。しかし、テイが起動した空中城艦をゼツが奪取し、内部から大量のバインドワッパーを発見したことで復活の兆しを見せる。そして空中城艦を「ダイレッカ」と名付けた時に、ルドルフからゼツの出現による危惧から「神」が世界が滅ぼす原因を聞かされたことで「神」を倒すために立ち上がる。リュートの首都でルドルフと戦闘に入り本当の力を出したルドルフの前に苦戦をするが、殲滅者となったアロウの力を使うゼツとグランエッジャの協力によってルドルフを追い込む。しかしルドルフによって力が完全に覚醒してしまったアロウによってゼツが致命傷を負わされるが、ゼツが最後の力を使いルドルフと刺し違え死亡する。ルドルフ戦後、ゼツが死亡する原因となったアロウを美少年共和国で見つけたとの連絡を受け、カイが追跡しアロウを消滅寸前まで追い込むが、消滅したはずのシュウが突然巨大化の状態で表れアロウの殲滅者の能力を消去する。それによってアロウを捕らえることに成功するが、美少年共和国からの干渉とシュウからの情報提供を条件にアロウを解放する。そしてシュウから世界の真実を聞かされたことで美少年共和国からの提案によりグランエッジャと同盟を結び、グランレッカに乗り込み神の領域へ向かうことになる。
カイ・ロウダン (KAI RHODAN)
声 - 置鮎龍太郎、小島幸子（子供時代）
レッカの無敵将軍。信念「天下無双」を機装顕現させたブライハイト「ギガン」を操る。北の壁際の村出身の奴隷だったが、シュウと共に「北壁の誓い」を立て将軍にまでのし上がった。常識を逸脱した強い信念を持つゼツ凱帝に憧れており、自らもその域に達することを目標とし、作中では徐々にその力を開花させていく。
世界壁についてはレッカ凱帝国の「壁こそが神」という思想に忠実に従っており、壁の中の世界で貧しく苦しい生活を経験した身として、壁の外を目指そうとするシュウやアロウとは強い対立を敷いている。
豪快且つ大胆だが、格下相手でも礼儀を持って応じる武人然とした人物。竹馬の友であるシュウには強い友情と信頼を抱いていたが、シュウが裏切って以降は強い怒りを抱くようになり、シュウのお目付け役だったレンを腹心に就ける。自身の信念を鍛え上げるため、牢獄の中で一人鍛錬を積む日々を続ける。
リュート卿和国との戦争では一貫してシュウを狙うが、彼の本心を理解できず自らの信念も見失ってしまっていたため、グランエッジャとムガの連携に敗れ、更にはリュージュにさえも苦戦を強いられる。しかし、己が信念を見つめ直したレンの一喝により自らも戦線に復帰。レンの新たなブライハイトとの合体により、レッカ凱帝国では初の飛行能力を得たブライハイト「ギガンレップウ」を発現させる。飛行可能なムガとパラノーブルの2機を相手に全く引けを取らず互角以上の戦いを繰り広げる。最終的にゼツがレッカ凱帝国の敗北を受け入れた際、バイやゴウらは反抗的な姿勢を取っていたが自身はバインドワッパーを握り潰し敗北を潔く認め、凱帝の名に泥を塗ることのないよう叱責した。
戦争終了後はシュウに対する憎しみは粗方抜けており、未だシュウへの憎しみが拭い切れないレンを一喝して静止するなどしている。レッカ凱帝国が今後窮地から脱却するための策を考え、禁書保管室で書物を読み続けるなど、これまでとは一変した行動をとる。シュウがグランエッジャの外交官として来たときには、シュウが焦っていることや外交目的ではなく別の目的であることを見抜き、キョウと連携してシュウから真意を聞き出すことに成功している。
アロウが殲滅者として目覚めシュウを消滅させたことを嘲笑うディソナンザには怒りを隠せず、私怨でディソナンザを叩き伏せ消滅させる。その後、神を駆逐するゼツに続いて出陣してグランエッジャと共に打倒ルドルフを目指す。この戦いの中では、ゼツが用いた信念子の操り方などを学びながらゼツのサポートを行っていた。ゼツの死により彼の信念を引継ぎ、覚醒したアロウを消滅させようとするが、突如現れた巨大なシュウに遮られたことでシュウ本人と信じられず正体を問いただすが、駆け付けたビットから事の顛末を聞かされた事で納得する。シュウから世界の真実を聞かされ神の領域へ進もうとする中、迷いがあるアロウを見てアロウの決意を確かめるべく生身での決闘を申し込む。決闘の中でアロウが「救済者」として進む覚悟を見せたことで素手での殴り合いの後無言でその場を離れるが、憑き物が落ちたような晴れやかな表情を見せた。神の領域に向かう前にシュウと面会しており、シュウの自分中心の発言にあきれながらも互いの夢のために共に戦う事を誓い元の関係に戻っている。
神の世界を目指す中では「二度と挫けぬ男」としてアロウとも協力し、ギガンレップウとムガソードの連携技を発動するなどのコンビネーションも見せていく。神の正体を知り、リンガリンドの消滅を阻止してアロウ達が宇宙を目指すこととなった後には、レンやレッカ凱帝国、フィーネらと共にリンガリンドを復興し、誰もが幸せに暮らせる世界を築くことを改めて決意。シュウと互いの夢を叶えると約束し、シュウ達を快く送り出している。
シュウ・ビ
#主要人物を参照。
レン・シン (REN SIN)
声 - 潘めぐみ
シュウのお目付け役→カイのお目付け役
レッカの女性軍人。信念「不義なる者断じて許さず」を機装顕現させたブライハイト「レップウ」を操る。基本的に厳格且つ上司であるシュウにも手厳しい態度で接する程に生真面目な性格。
当初はシュウを慕っていたが、シュウが国を裏切って以降は凄まじい憎悪を抱くようになり、同じくシュウに失望したカイの腹心として行動をするようになる。リュート卿和国との戦争ではバインドワッパーを与えられ、自らも戦場でブライハイトを用いて戦う。信念を持たずバトルで相手の命を奪わないアロウを卑劣な存在として攻撃するが、ムガの飛行能力には及ばず敗北。その後は爆弾による自爆や小刀による攻撃などで生身のアロウを追い込もうとするも、自分の命を大切に扱わない行動を叱責される。カイもグランエッジャに敗れ一時撤退することになり、夜な夜な鍛錬を積む最中でゼツ凱帝により己が信念を見つめ直す機会を与えられ、自身のブライハイトを飛行能力を得た「レップウ」へと進化させる。戦線復帰後はカイの翼となることを自ら望み、未だ立ち直れずにいたカイを一喝しギガンとの合体能力を発現させ、再びグランエッジャの前に立ちはだかる。ギガンとの合体・分離を幾度も繰り返しムガとパラノーブルを翻弄し続けるが、最終的にゼツがレッカ凱帝国の敗北を認めたために自身もバインドワッパーを破壊することで敗北を受け入れた。
カイと違い終戦後もシュウを憎んでおり、外交官としてきたシュウに慣例を破り襲い掛かるが、カイからその行動を窘められている。シュウがアロウによって消滅した時にシュウを嘲笑ったディソナンザに対し、カイと同じく怒りによる私怨でディソナンザを消滅させている。ダイレッカに乗艦後、カイのギガンが飛べるようになった事で自分がもう必要ないかとカイに尋ねたが、引き続き一緒に戦って欲しいと要請されたことで了承し、ルドルフ戦に参加する。
神の世界へ向かう前にカイとシュウの仲が修復する姿を見て涙を流しながら喜んでおり、シュウへの態度や言葉遣いも元に戻っている。しかしカイとシュウから以前のように自分をからかわれた時には、それぞれを「朴念仁」と「唐変木」と呼び、膨れた表情を見せた。神の世界を目指す戦いでは「義に生きる女」としてカイ、アロウと連携し神への道を切り開いていき世界の真実を知ることになる。
神の世界から帰還後、リンガリンドの復興ためカイ達と共にその任にあたり、宇宙へ旅立つシュウ達を見送っている。その際にシュウからカイの事を頼まれており、初めてシュウから頼みごとをされたと驚いた表情を見せた。
ゼツ・ダイダン (ZETSU DAIDAN)
声 - 堀内賢雄
凱帝として君臨するレッカの絶対権力者である老人。「リンガリンド最強の男」。信念「我が前に道はなし。ただ道を創る」を機装顕現させたブライハイト「オウゲン」を操る。但し自分が認めた力ある者と本気で戦う時のみオウゲンに機装顕現する。自身の信念が強すぎるために通常の機装顕現ではバインドワッパーが負荷に耐えられないため、基本的に一度に10個以上のバインドワッパーを用いて機装顕現する。また、極限まで鍛え上げられたこの信念は、ブライハイトを相手に生身の体で叩き伏せることが可能な戦闘力を持ち、グランエッジャさえもオウゲン単体で墜とせると言われている。生身では己の信念で糸を武器に変えて使える他、自身の信念と気迫を炎の虎として力にする。レッカに眠っていたテイの操る超巨大戦艦をオウゲン単体で一撃で沈ませた際には、カイやプラークから「未だ届かぬお方」「相変わらず凄まじい」とまで言わしめた。その極限まで鍛え上げられた信念が物語っているように「人の強さ全ての源は己の信念の強さのみ」と悟っている。これほどの強力な力は神でさえも予測し得なかったもので、ルドルフ曰く、神のリンガリンド殲滅はゼツの強大すぎる力を神自身が恐れたものによるとのこと。
普段は物静かな老人のような風貌だが、有事の際には瞳に覇気を宿す圧倒的な存在感と威圧感を持つ一流の武人であり、危険思想と見なした相手を有無を言わさずに抹殺しようとするなど冷徹な思考の持ち主。ブライハイトに名前を付ける趣味を持っておりカイのギガンやビットのグランレッカの名づけ親でもある。僅か一代でレッカを巨大帝国に仕立て上げた。目的は、リンガリンドを治めるに相応する唯一無二の王となること。そのため、相手の核を落としてこそが真の勝利であるとしている。反面、裏切ったとはいえ、臣下の一人であるテイを討った時は瞳に僅かながらも涙を浮かべるなど、決して冷酷無情なだけの人物ではない。また、フィーネやアタリーのように強い信念を持つ人物に対しては敵味方問わず評価し、生きる気力を捨てようとしたアロウを叱咤したり、ルドルフの独裁とも言えるリンガリンドの殲滅に対抗しようとするなど、人の上に立つ者としての気概、覚悟、信念を兼ね備えた人物でもある。
壁の外を探る考えを危険思想として処断し、それらの存在を示唆する禁書の回収を部下に急がせていた。アロウの存在を知り、「リンガリンドを滅ぼす者」として殲滅対象に認定する。
辺境を制圧し続けリュート卿和国への侵攻を決定し、フィーネ卿に対し宣戦布告。この際にフィーネの裏人格であるフィノワールが表に出てしまっており、彼女から「くそじじい」と煽られたことから久々に骨のある戦いが出来ると意気込み、戦争では自らも戦場に赴く。カイとレンがアロウ及びグランエッジャに敗れた後、バリュウとセンプが飛行能力を持つパラノーブルに苦戦する中で、信念を具現化させた炎を槍に変形させパラノーブルに向かって投げ飛ばし一撃で一時戦闘不能に追い込む。
レンが自らの敗北に苦悩している中では、信念を研ぎ澄ます生死をかけた機会を与え、結果的に彼女の信念の成長とシュンレツに飛行能力を発現させ戦況を一変させた。その後戦場にフィーネのブライハイト・ラブソリュートが現れたことで自身も機装顕現し彼女を煽り立ててフィノワールの人格を表に引き出し、ラブソリュート・ノワールとの熾烈な戦いを繰り広げる。シュウの策でほぼ全軍が戦闘不能となり、アロウの策で元に戻ったフィーネの力と鬩ぎ合う中でバインドワッパーが耐えられず、自身の機装顕現が解除されてしまったことで己自身とレッカ凱帝国の敗北を潔く認め、リュート卿和国との和平を締結。戦ったフィーネ（フィノワール）を同じ戦闘を好む人間として気に入っており、グランエッジャの調印式で再会したフィーネに対してレッカに来るよう勧誘しているが拒否された。
テイが裏切った際には、事前に手に入れていたバインドワッパーで機装顕現して一撃のもとにテイを葬り、空中乗艦を手に入れ艦内から大量のバインドワッパーを発見する。アロウが殲滅者としての能力を覚醒させた件やルドルフの言動を見ると、レッカの思想に敵対する者たちと認識し消し去ろうとするが、シュウの度胸や志を試すべくグランエッジャに機会を与えた。その後ルドルフを討つためリュートに向かい、バインドワッパーを100個装着し戦場へ赴く。その際アロウとも会敵し殲滅者になったアロウから自分を滅ぼして欲しいと懇願されるが、シュウより自分が下に見られることが気に入らないことや滅びを望むくらいなら足掻いて「神」を出し抜けと激励の意を込めてアロウを叱責する。そしてバインドワッパーの力を使い若返った後、アロウと協力してムガソードを持ちオウゲンを修復しながらルドルフに立ち向かう。ブライハイト・グランエッジャが登場すると全軍の士気を高め、覇道天弓にてムガと共にルドルフを貫くが、ルドルフと接触したムガの暴走で致命傷を負い、死に際にルドルフの体内に眠る鎖状バインドワッパーを全て破壊し、リンガリンド全土の人間に人の生と信念の意味を語ることで自らの意志を後世に遺し、元の老体に戻りながら消滅していった。戦場にいた味方軍は涙し、フィーネからは「王の中の王」と称された。
しかしその信念子はリンガリンドに残留していたため、生存していたルドルフが再びリンガリンドに出現した際の戦いの最中でフィノワールと共に復活し形成を逆転させる。復活できた時間は僅かながらもバイやゴウ達と最後に一緒に暴れることができたと喜んでおり、バイやゴウ、フィーネ、プラーク機甲師団、フィノワールと共に覇道天弓をベースとした連携技を放ち、アロウらに信念子を送り届けるためにルドルフとディソナンザを神の世界へ飛ばして彼らを信念子に変換する。そして消えゆくルドルフに対し「リンガリンド最強の男と女が引導を渡すことを光栄に思え。」と不敵な笑みを浮かべたまま消滅した。
テイ・ホウワ (TAE HOWA)
声 - 三宅健太
レッカ凱帝国宰相を務める男性。傲慢且つ嫌味な性格であり、一部の将軍達からも嫌われている。また、平民から出世したカイやシュウを嫌っている。汚い手段で集めた富についてもゼツには見抜かれており、当面の間は謹慎することとなる。
レッカ凱帝国vsリュート卿和国の戦争でレッカが敗北したことで国の経済が逼迫していたため、自身が隠し持っていた巨万の富をゼツにより取り上げられることが決定した直後、リュート卿和国への亡命を決意。その先でディソナンザと出会い、レッカの北方に眠る巨大要塞を目覚めさせることでレッカを手中に治めよと入れ知恵を受け巨大城塞艦を手に入れる。自身の信念である「何が何でも我が身を守る」ことによるムガの攻撃を防ぐ強い防御力と、圧倒的な火力でほとんど武力がないレッカに侵攻するが、調停式を抜け出したゼツのオウゲンによって、ゼツから城塞艦を出現した事に礼を言われつつも一撃で絶命した。
バイ・トウアツ (BAI TOATSU)
声 - 稲田徹
レッカ凱帝国北方将軍を務める男性。髭面の大男であり、信念「全ての敵を薙ぎ倒す」を機装顕現させたブライハイト「センプ」を操る。
好戦的な性格で何よりも武人らしく戦いを好むんでおり、北壁でグランエッジャと戦闘になった時にはアロウ達を苦しめたが、プラークの介入とテイからの政治的な理由による撤退命令からグランエッジャを見逃すことになり悔しがっていた。
戦争終結後は戦う意義を見失ってしまい昼間から酒を飲むようになるが、ダイレッカの中からバインドワッパーが手に入ったことで、嬉々としてゼツに従いルドルフとの戦いに赴く。
ルドルフ戦後、美少年共和国からの連絡が来たときには何故か「美少年」という言葉に反応を見せていた。
ルドルフとの再戦時ではゴウと共に連携技を繰り出し、ディオベネディッカの腕を全て破壊してルドルフに一矢報いた。リンガリンド消滅を免れた後、宇宙という概念の話にはついていくことができなかった。
ゴウ・ザンガ (GOH ZANGA)
声 - 檜山修之
レッカ凱帝国西方将軍を務める男性。バイと違い髭はないが面長の大男であり、信念「闘志千里を走る」を機装顕現させたブライハイト「バリュウ」を操る。作中に登場する敵対したブライハイトの中で唯一アロウと直接戦闘をしていない。
バイ同様好戦的な武人である一方、グランエッジャとの戦闘で負傷したカイを気遣ったり、レンの修行に付き合う等面倒見の良い性格をしている。
戦争終結後は兵士達にバインドワッパーがなくても戦えるよう教練している一方でバイと同じく戦う意義を見失っているが、ダイレッカの中からバインドワッパーが手に入ったことで、ゼツに従いルドルフとの戦いに赴く。
ルドルフとの再戦時では、ゴウと共に連携技を繰り出してルドルフに一矢報いた。また、ゼツが一時復活した際にはバイと共に涙を流し、別れを悔やむ。リンガリンド消滅を免れた後、バイと同様に宇宙という概念の話にはついていくことができなかった。
キョウ・メイケツ (KYO MEIKETSU)
声 - 間島淳司
レッカ凱帝国武防宮長官→宰相
レッカ凱帝国で武防宮長官を務める男性。信念は「流れに身を任す」。
天命宮長官と比較すると位は下になる。見た目や言葉遣いから嫌味な文官のような印象を受けるが、シュウの裏切りに対するレンの潔白を証明させるためにレンに猶予を与えたり、テイが空中城塞戦艦で侵攻した時は無用な混乱を起こさないよう指示するなど、レッカでは数少ない柔軟な思考が出来る人物である。テイに対しては表向きは従順に接しているが、テイが分不相応の野心を持っていることと自己保身の塊であることを見透かしている。また、リンガリンドの常識を逸脱した神の世界の理や技術などにもある程度理解を示すことができる知能も併せ持つ。
シュウの離脱後は天命宮長官も兼任することとなり、レッカとリュートの戦争後はテイがレッカから逃げ出したために後任として宰相の地位を命ぜられた。
テイと違いレッカ凱帝国に対する忠誠心は本物であり、シュウがグランエッジャの外交官として訪問した際に、グランエッジャとの戦争を起こす口実としてレンに自分を殺すように命令し、初めて自分が役に立てる時がきたと嬉しそうに語っている。
空中城艦ダイレッカの内部構造を大まかに把握し、ゼツにより操縦を任されバインドワッパーを与えられ空中城艦の操縦者となった際に、自らの信念を初めて知った。
ルドルフ戦の中でビットからグランエッジャとダイレッカを合体させると聞いた時には驚いていたが、ビットからシュウの目的がこのためにダイレッカを手に入れたかったと聞いた時は納得し受け入れている。以降も2機の合体形態・グランレッカの操縦者の一人としてルドルフとの再戦、神の世界でのガーディアンとの対峙、神との遭遇などに同行している。リンガリンド消滅の危機が去った後はリンガリンドでの復興を目指す。
四界鬼隊
シン・フウスイ（声 - 相馬幸人）、コウ・チセン（声 - 木島隆一）、ネン・カセイ（声 - 熊谷健太郎）、ケイ・スイイツ（声 - 花瀬あさみ）の4人からなるブライハイトの傭兵集団であり、4体でリュートのシーボエ国境を破壊する程の高い実力を誇る。
シン・フウスイは信念「飛ばし尽くす」を機装顕現させたブライハイト「フウキ」、コウ・チセンは信念「埋め尽くす」を機装顕現させたブライハイト「ドキ」、ネン・カセイは信念「燃やし尽くす」を機装顕現させたブライハイト「エンキ」、ケイ・スイイツは信念「流し尽くす」を機装顕現させたブライハイト「スイキ」を操る。
ゼツからグランエッジャの破壊命令を志願したシュウは四界鬼隊を言い値で雇いグランエッジャと戦わせている。しかしシュウの本当の目的はアロウとグランエッジャの力量を確かめるためであり、最初は4体の攻撃で戦闘を有利に進めていたが、アロウのムガが分裂攻撃したことによって4体共撃破され無力化されてしまった。

### リュート卿和国
科学力と美、愛を誇る貴族の国であり、服装や文化は中世ヨーロッパのイメージ。リンガリンドの東に位置。知性と科学力はレッカ凱帝国に勝っているが武力でレッカに劣るため、科学と機動力で補っている。「表」と「裏」の顔がある。エッジャ村と同盟を締結するが、戦争終了後の内乱でエッジャ村が独立宣言をしたことにより同盟は決裂し、フィーネ姫と戦力の要となるプラーク機甲師団長のプラークが自身の師団を率いてグランエッジャへ亡命したことでリュート戦力が大幅に低下した。しかしルドルフから首都の地下にあった空中城塞戦艦「マエストローグ」を与えられたことでグランエッジャを狙う事になるが、ルドルフの本当の目的はアロウに本来の力を引き出すための駒であり、アロウの力が覚醒したことでピースを始めとしてバランとデマインや戦闘に参加していたリュート軍は全滅してしまい、事実上リュート卿和国は滅亡した。
フィーネ・フォルテ (FINE FORTE)
声 - 小清水亜美
リュート卿和国皇女卿（国家元首）→グランエッジャ城塞戦艦国国家顧問→皇女卿兼国家顧問
リュートの実権を握る有力貴族「六大卿」の一員にして、自身も「皇女卿」の称号を持つ聡明な女性。信念「愛こそ全て」を機装顕現させたブライハイト「ラブソリュート」を操る。
平和を愛する性格であり国民からの信頼も厚く、殺し合いや戦争が絶えないリンガリンドの現状を憂いている。そのためブライハイト戦で相手を殺さずに勝利することが出来るアロウに強い興味を持ち、平和を取り戻すきっかけとして期待を寄せる。
幼い頃は王位継承者40者のうち最下位で次期王妃となる望みはまずなかったため、ソーラ（ヴェルナー）及びプラークとは仲が良かった。空を飛ぶことに憧れておりプラークと共にハングライダーで飛行していたが、その最中にルドルフ選帝卿の策により鳥と見間違えたソーラにより撃ち落とされてしまい、重症の怪我を負い、リュート卿和国影の支配者と言われているルドルフからの輸血によりその後遺症で二重人格症状を患う。その直後にルドルフの差し金で本来あり得ることはなかった次期王妃に任命される。
フィノワールがゼツ凱帝の宣戦布告を受け入れてしまったため、その責任を取るべくフィノワールの人格をバインドワッパーに封印し、エッジャ村の長たるエルシャと同盟を締結し、レッカ凱帝国との戦争に臨む。レッカ側がギガンレップウを発現させたことで戦況が一気に危うくなった際、フィノワールを封じ込めたバインドワッパーで機装顕現し自身の回復能力でムガやパラノーブルらの危機を救うのだが、直後に現れたゼツのブライハイト・オウゲンに煽り立てられたことでフィノワールが再び表に出てきてしまう。ムガの策でフィノワールの人格を抑え込み、自らの愛の力でゼツの機装顕現を解除させるに至り、ゼツが敗北を認めたことで和平を締結し戦争を終えた。しかし、戦争の最中で味方さえも糧にし暴虐の限りを尽くすフィノワールの姿をルドルフによりリュート国民に見せつけらており、国民から強い反発を浴びることとなってしまった。
それでもなお民衆との話し合いを持とうとするが、アロウのムガに化けたディソナンザが民衆を殺害したことで更に状況が悪くなった所で、ルドルフから戦争の責任を取らされ皇女卿を剥奪された上、プラークを除く他の六大卿から民衆の怒りを収めるため処刑されることになる。フィーネは処刑を受け入れようとするが、本物のアロウとグランエッジャの登場によって間一髪助かり、プラークと共にグランエッジャ城艦国へ亡命することになる。
アタリーとエルシャとは最初に出会った時は無自覚ではあるが身分の違いから相応の態度で接していたが、グランエッジャとの同盟以降は互いに敬称なしで呼び合う等本当の友人になっている。
亡命先での生活にも慣れており、洗濯などもこなしている。グランエッジャ城艦国の国家顧問となりグランエッジャ城艦国の調印式の場を作り、プラーク機甲師団の勢力をグランエッジャ城艦国に取り込むなど影響力は未だ健在。ピース国王の嫌味にも動じないなど、精神的にも成長している。またグランエッジャが戦闘に入った時には、率先してオペレーターに入っている。アロウが覚醒した際には、フィノワールの協力を得て共にアロウのバインドワッパーの破壊に成功。リュート卿和国でのルドルフとの決戦ではグランエッジャの砲塔としてサポートに徹した。
シュウから世界の真実を聞かされ神の領域に向かおうとするときには、「神」を倒すのではなく「神」を説得できないかと提案している。ルドルフとの最終決戦では、味方を回復能力でサポートしているがルドルフの攻撃により追い詰められる。しかしフィノワールとゼツが復元したことで一命をとりとめた後、ルドルフ達に対し「リンガリンドを滅ぼす神はいらない」と言い、全員による「リンガリンド全力信念アスタリュートハート」でルドルフとディソナンザを壁の外へ追い出す。アロウ達が神の世界からの帰還後、再び皇女卿に復帰。消滅を免れたリンガリンドでプラークやレッカ凱帝国と共に復興を目指す。
フィノワール
フィーネの裏人格。ルドルフの血を宿している、「リンガリンド最強の女」。殺傷という愛を好む凶暴な人格で、髪色は紫色となり目も真っ赤に染まっており、それぞれの人格は記憶を共有している。表人格たるフィーネの甘さを好んでいない。
プラークとソーラ以外の人間には裏の人格を公に出さないようにしていたが、レッカ凱帝国のゼツが宣戦布告を突き出した際にはバランとピースが同席していた場でも裏人格が出てしまい、ゼツに対し挑発行動をとる。戦争に勝利すべくエッジャ村のグランエッジャを略奪しようと画策し、決闘によるエルシャの殺害をプラークに持ち掛ける。予想外の展開によるエルシャの勝利に納得がいかず自らのブライハイトでプラークもろとも消し去ろうとするが、フィーネの強い意志によりバインドワッパーに封印されてしまった。
リュート卿和国vsレッカ凱帝国の戦争の最中でゼツに煽られ続けたことで再び表に出て、ラブソリュートからラブソリュート・ノワールへと変貌を遂げる。ゼツのオウゲンに自身の力を吸収され苦戦するが、味方軍のブライハイトを倒して力を吸収するという残虐な行動で力を増し、オウゲンとの戦いを繰り広げる。その後はムガによりフィーネの人格を呼び戻されたことで再び封印されてしまうが、戦争の中で行った暴虐非道な姿は自身を作り出したルドルフの策略によりリュート国民に知れ渡ってしまい、皇女としてのフィーネの信用を失墜させる結果となった。
戦争終結後、意識が封印されたバインドワッパーは危険という理由でピースが持ち去ったが、調印式の日にハンス達がピースの目を盗んで奪還しており、再びフィーネのもとに戻っている。その後、自身を生んだルドルフという共通の敵が生まれたフィーネと協力関係を結び、人格の入れ替えを駆使して共にアロウの機装顕現を解除させるが、それはフィノワール自身がアロウによって消滅されることであり、涙を流すフィーネを見ながらルドルフに一泡吹かせることができたと喜びながら消滅した。
しかしその信念子はリンガリンドに残留しており、ルドルフとの最終決戦でゼツと共に一時的に復活。自らの騎士であったプラークに礼を述べ、ゼツたちの連携技でルドルフとディソナンザを神の世界へ飛ばし消滅した。
プラーク・コンラート (PRAX CONRAD)
声 - 小松未可子
リュート卿和国機甲卿（六大卿の1人）→グランエッジャ城塞戦艦国プラーク機甲師団長→機甲卿兼プラーク機甲師団長
ブライハイト兵団「プラーク機甲師団」を指揮している。信念「姫への献身」を機装顕現させたブライハイト「パラノーブル」を操る。空中戦のエキスパートで空での戦いであればリンガリンド一二を争う強さを誇っている。機甲師団長の称号は伊達ではなく、無数の飛行ブライハイト相手にも単騎で引けを取らず、短期間で部下のブライハイトを空中戦に適応させるほど。
ソーラの妹であり、幼い頃は良いフィーネ含め仲の良い関係だったが、ある日のフィーネとのハングライダー飛行中にソーラがルドルフの策により鳥と見間違えたことで撃ち落とされてしまい、フィーネが怪我を負い二重人格を患うようになって以降、兄妹関係に亀裂が生じ始め、ソーラが二重人格のことを周囲の人間に知らせようとすると実の兄に毒を盛るなど、徹底した敵意を向けるようになる。その後はフィーネを守るべく男として生きるようになった。ソーラに対しては再開後も運命から逃げ続ける兄を嫌悪しておりソーラに対し厳しい言葉を投げかけていたが、ソーラの死亡後は壁の外で柱となっていたソーラの顔を見て「兄さん」と呼び悲しそうな表情を見せていた。
フィーネの裏人格・フィノワールの命令にも忠実に従っているが、あくまでフィーネのための忠誠心であり本心ではフィノワールの行動は快く思っていない。彼女の人格については自身とソーラの間でのみ留め、それ以外の人間が知った場合は容赦なく斬り捨てる。その行動によりピース達からは「ブラッディ・プラーク」と呼ばれているが、実際はフィノワールが起こした殺傷をプラーク自身が被っていたことがフィーネの口から語られている。
レッカ凱帝国との戦争が決定した際にはフィノワールを納得させるため、エルシャとの一騎打ちを持ち掛ける。戦闘においては優位に立つが、徐々に信念を研ぎ澄ましアロウの協力を得たエルシャに敗北するが、この結果を好意的に受け止めている。戦争勃発後はレッカ凱帝国のゴウとバイを相手に飛行能力で翻弄しつつ優位に立つも、ゼツ凱帝の炎の槍により一撃で一時戦闘不能に陥り恐怖を植え付けられる。カイとレンがギガンレップウを発現させた後はムガと共に壮絶な空中戦を行う。
戦争終結後にルドルフの計画によって起こったリュート内乱の際にはフィーネと共にグランエッジャへ亡命。グランエッジャ城艦国の国王を決定する際には、フィーネが辞退した後に自身もフィーネの上の立場となることを拒んで辞退している。アタリーが女王となると、彼女を敬う姿勢をとるようになった。アロウ覚醒後、ルドルフと対峙した際にルドルフ本人の口から兄、ソーラによるハングライダー狙撃の真相とリュート革命の夜にソーラが取った行動を目の当たりにしたことで兄に対する負の感情も消え、ソーラを利用したルドルフに強い怒りを燃やす。神の世界を目指すことが目的となった際にはレッカの将軍らとの連携も見せ、グランエッジャが神の世界へ侵入した際には、リンガリンドでフィーネやプラーク機甲師団、レッカ将軍らと共にルドルフ及びディソナンザと対峙。リンドワールドの消滅を回避した後は、レッカ凱帝国やフィーネと共にリンガリンドでの復興を目指す。
ピース・グリンハウス (PEATH GLINHOUSE)
声 - 遠近孝一
リュート卿和国政務卿→リュート卿和国国王
政務卿（六大卿の1人）でリュートの政治と外交を司っている。信念は「なるようにしかならぬのだ」。
ルドルフ選定卿の命令には逆らえず、フィーネが裏人格を持っていることを国民に明らかにしようとした際には、ルドルフを介したディソナンザの指示で止める様進言した。
リュート卿和国vsレッカ凱帝国との戦争後で起こった国内での騒乱ではルドルフの命によりフィーネを見限り、処刑を斡旋。さらに2か月後にはリュートの新国王に任命され、グランエッジャ城艦国の調印式に招かれている。ゼツ凱帝にはルドルフの傀儡として認識されており、元皇女だったフィーネのような会話が成立することはなかった。
戦力低下の危惧をルドルフに進言した際に、ルドルフからリュートに眠っていた空中城塞戦艦・マエストローグのバインドワッパーを与えられており、艦長としてバランとデマインと共にグランエッジャとの戦闘に挑むことになる。グランアローの弱点などを見抜いていたが、その先を行くシュウの戦法の前に敗退。
ルドルフの手引きで壁の外へ向かうグランエッジャを追いアロウの力がリュート兵を殺さないことに安心していたが、力が覚醒したアロウの手によりバインドワッパーが破壊された事で自分の体が消滅していくのを目の当たりにし泣き叫びながら最初に殺害され、グランエッジャの目の前で苦悶の表情を浮かべた石柱となって現れている。
神の世界でも僅かながら信念子は残っており、ルドルフ達が信念子となって飛ばされた際、ソーラと同じくアロウ達への行先を示している。
バラン・スジータ (BARAN SUJITA)
声 - 間宮康弘
軍事卿（六大卿の1人）で、リュートで作戦指揮を執る司令官。器量や能力等はシュウに比べると大きく落ちる。
レッカとの戦争でレッカ軍を倒す作戦を立案するが、戦況を知らず安全な後方から無茶な指示を出すためビットから自分で前線に出ろと怒鳴られている。
ルドルフ選定卿には逆らうことができず、リュートで内乱が起こった際にはピースやデマインと共にフィーネを見限る。
リュート卿和国に眠る城艦・マエストローグが現れた際には、ピースの指令を部隊に伝達している。壁の外で覚醒したアロウの手によりピースが消滅した事を見た後、他のリュート兵共々アロウにより殺害され、ピースやデマインと同じく石柱となって現れた。
神の世界でも僅かながら信念子は残っており、ルドルフ達が信念子となって飛ばされた際、ソーラと同じくアロウ達への行先を示している。
デマイン・シャフト (DEMYNE SHAFT)
声 - 北沢力
科学卿（六大卿の1人）で、人の痛みを意に介さないマッドサイエンティスト。自身の実験室には「デマイン科学合唱団」を置いている。プラーク卿とは仲が悪い模様。
信念を持たないアロウに興味を抱き、電流による実験を施そうとした。ルドルフ選定卿には逆らうことができず、リュートで内乱が起こった際にはピースやバランと共にフィーネを見限る。
リュート卿和国に眠る城艦・マエストローグが現れた際には、城艦の砲手をピースに命ぜられた。壁の外で覚醒したアロウの手によりピースが消滅した事を見た後、他のリュート兵共々アロウにより殺害されており、合唱団は消滅する最後まで歌っていた。死後はピースやバランと同じく石柱となって現れた。
神の世界でも僅かながら信念子は残っており、ルドルフ達が信念子となって飛ばされた際、ソーラと同じくアロウ達への行先を示している。
ルドルフ・コンダクトーレ (RUDOLF CONDUCTORE)
声 - 三木眞一郎
選帝卿（六大卿の1人）で、皇帝を選ぶ権利を持つ実質リュートの最高権力者。
信念「神こそ全て」を機装顕現させたブライハイト「ディオストラージェ」を操る。
リュートの掟として選帝卿は皇帝を選ぶ権利を持てる代わりに政治には一切関わらない事とされているが実際は裏で政治を操ったり、リュート国民の思想を変えたりとリュート卿和国を裏で操るディープステート的な存在であり、その行動は全て壁の外の神の意志たる「天啓」に従って動いており、フィーネやプラークですら知り得ないリュートやリンガリンドの秘密を知っているなど、謎が多い。他の六大卿からも恐れられており、シュウもルドルフの存在は名前位しか知らなかったが、ゼツ凱帝はその存在を十分認知している。普段は奇妙な形をした建物の中で怠惰な生活を送っており、異常に太った体形をしているが会見時には筋骨隆々の姿に変わる。会見用の姿では、肩などからワインを飲むという奇妙な動作をとったりたまに元の体型に戻らない様にヨガみたいなポーズを取る。
体内に鎖状に繋がれた無数のバインドワッパーを取りこんでおり、当人曰くその気になれば世界を破壊できるほどの力がある。ルドルフが宮殿外に出る時は自身の城塞艦「ディオベネディッカ」を透過させた状態で自身の背後に忍ばせておき、自身の意思でディオベネディッカで攻守させる事が出来る。壁の外の神からご加護を受けているためアロウの殲滅者の力を一切受け付けない。フィーネ姫の落下事故の際に輸血を施しており、これによりフィノワールの人格が生まれてしまった。その後、王位継承最下位だったフィーネを次期王妃に選定した。
その正体は、世界の神が遣わした代弁者・調停者であり人間ではない。「選定卿」はリュートの王を選ぶ者という意味ではなく、リンガリンドを選定する者という意味で自称している。戦争は最高の娯楽という名目でリュート卿和国vsレッカ凱帝国の戦争の光景をリュート国民に見せつけ、フィノワールとラブソリュート・ノワールの残虐な行為を集中的に流すことで、フィーネに対するリュート国民の信頼を一気に失墜させフィーネの皇女卿の称号を剥奪。エッジャ村がグランエッジャ城艦国となり独立宣言したことに関しては容認し、フィーネの後任としてピースを国王に任命している。
その後はリンガリンドを摘み取るという神の意志を遂行するため、アロウを覚醒させるよう本格的に行動を開始。ディソナンザにリンド教団なる架空の団体を名乗らせてグランエッジャを壁の外へ誘導し、エピタフマウンテンにてアロウの本来の力を呼び覚まし、彼にマエストローグの乗員を抹殺させグランエッジャ城艦国も滅ぼそうとするも、シュウの作戦により失敗。しかしそれを見越していたかのように、壁でグランエッジャとアロウを幽閉する。アロウの殲滅者の力が覚醒した後はルドルフ本人自らが全面に出てきており、グランエッジャやレッカに対して自身の力を自慢するかの様に自身のブライハイト「ディオストラージェ」や自身のブライハイト城艦「ディオベネディッカ」を駆使し神の代弁者の如く猛威を振るい出し、アロウやゼツ他に圧倒的な力の差を見せつける。ビットのブライハイト・グランエッジャの登場で戦局が崩れ始め、アロウと接触したことでゼツを消滅させようと目論むが、彼の自身の死と引き換えに己が体内に眠る鎖状バインドワッパーを全て破壊されてしまい、ディオベネディッカをも失って消息不明となる。
フィーネ達は死亡したとは思っておらず、実際にエピタフマウンテンを破壊後にグランレッカの前にたちはだかり、「破滅の輪舞」を発動させリンガリンドを破壊しようとする。しかしゼツにより多くのバインドワッパーを失っているためアロウらにより痛手を負わされ、シュウに思考を読まれ神の世界への侵入を許してしまう。リンガリンドに残ったフィーネらをディソナンザと共に消し去ろうとするが、エピタフマウンテンを破壊してしまった誤算で実体化したフィノワールとゼツの参戦により戦局は更に悪化。最終的にゼツたちの覇道天弓をベースとした連携技で神の世界に飛ばされ、消えゆく中で自らの敗北を認め乾杯（完敗）と言いながらアロウらへ補充するための信念子となって消滅した。この事態はルドルフを送り込んだガーディアンにも想定外の出来事であり、無感情ながら驚きの言葉を発した。
元王位候補者
フィーネの兄姉であり全員で39名いる。本来は全員殺されるところだが、フィーネが使えなくなった場合の予備としてルドルフの道具としての状態で生かされている。ルドルフとディソナンザ以外でその存在を知るのは、作中ではソーラ、アロウ、シュウ、ビット、ピースのみであり、フィーネやプラーク達は知らない。
自分の意思はなくルドルフに言われるがままに動いており、普段はルドルフの椅子として全員全裸で存在している。
グランレッカがエピタフマウンテンに向かう時に機装顕現したブライハイトの状態で登場するが、普段と同じくルドルフの椅子となっている。その後ルドルフの命令で自爆のような攻撃でフィーネ達に襲い掛かるが、最終的にフィノワール達によって全員消滅した。
ディソナンザ (DISSONANZA)
声 - 井上喜久子
ルドルフ選帝卿の道化執事。ピエロのような出で立ちで仮面をつけており、仮面の下は女性的な顔立ちをしている。別人物への変装も可能。
信念「決して死なない、世界の終わりまで」を機装顕現させた超巨大ブライハイト「ファンタズモーネ」を操る。
ルドルフの命により戦争終了後にグランエッジャを襲撃しムガをコピー、その直後にリュート卿和国にムガの姿で赴き国民の騒乱を過激化させ、リュート国民の怒りの矛先をフィーネ、プラーク、エッジャ村民に向ける。
フィーネとプラークがグランエッジャ城艦国に亡命した後、レッカから自身の富を守るためリュートへ亡命してきたテイに城塞戦艦起動用バインドワッパーを渡し、レッカ北方に眠る巨大要塞を目覚めさせた。
そしてルドルフの命により、壁の外の存在たるリンド教団を名乗り調印式に潜入し、グランエッジャを壁の外へ誘導。壁外でリンド教団の教祖（声 - 櫻井孝宏）に変化しアロウに本当の力を発現しようとしたが、アロウは力だけで記憶は今のままの中途半端な状態で覚醒してしまう。アロウが覚醒した後は苦しむアロウを見ながら彼を煽り立てるが、パラノーブルとリュージュの連携により痛手を負う。その後は殲滅者となったアロウがおかしな行動をしないよう監視している。シュウの策で機装顕現が解けたアロウがシュウを消滅したことを嘲笑ったことでカイとレンの怒りを買いギガンレップウによってファンタズモーネを破壊されるが、自身の信念によって復活して再びカイの前に現れる。ディオベネディッカの爆発に巻き込まれルドルフ共々消息不明となるが、ルドルフ共々生きており破滅の輪舞を破壊するために向かったカイ達の前に現れている。グランレッカが神の領域に向かった後、ルドルフと共にプラーク達を苦しめるが、ゼツとフィノワールが一時的に復活したことで形成が逆転しプラークに仮面を破壊され、ゼツ達によってルドルフ共々リンガリンドからはじき出される。壁の外に出たことで自身の信念が通用しなくなるという恐怖から必死に戻ろうとするが、消えゆくルドルフからディソナンザの信念の「世界」が「リンガリンド」ではなく「ルドルフ本人」と聞かされた後、信念子となり消滅した。
ハンス・パルディン (HANS PALDIN)、フリッツ・クラウス (FRITZ KRAUS)
声 - 中村太亮、羽多野渉
リュート卿和国プラーク機甲師団→グランエッジャ城塞戦艦国プラーク機甲師団員
プラークが指揮するプラーク機甲師団の精鋭。プラーク直伝の戦闘技術を身に着けておりリュート卿和国vsレッカ凱帝国の戦争後、国民や貴族が師団長のプラークや尊敬するフィーネを裏切ったため、ピースの護衛として国交調印式に同行した際にプラークとフィーネの亡命先であるグランエッジャ城艦国に師団を移籍した。移籍後にはプラークの指導によりブライハイトの飛行能力を得られた。
セバーン・ウォルストン
声 - 子安武人
リュート卿和国自治区の領主。美少年たちを集め、残酷な人体実験を行っていた。そのことをフィーネに咎められ、悪態をついたためプラークに左腕を斬り落とされた。
デバッガー
声 - 松本大
ラクホウに入っているお宝を狙う賞金稼ぎを自称しているが、実際はリュート卿和国に雇われた傭兵。
信念「逃げる相手は容赦しねえ」を機装顕現させたブライハイトを操る。
ブッチ
声 - 千葉繁
リュート卿和国の首都で肉屋を営んでいる一般市民。フィーネの信奉者であり、レッカとの開戦前のフィーネの演説を聞いて安心し周りの市民を鼓舞する。しかしルドルフによってフィーネ（フィノワール）の残虐行為を見せられた事で、騙されたという思いから話し合いにきたフィーネにつめよるが、ディソナンザがコピーしたムガによってフィーネの目の前で潰され殺害されてしまった。
神の世界でも僅かながら信念子は残っており、ルドルフ達が信念子となって飛ばされた際、ソーラと同じくアロウ達への行先を示している。

### イキ合愁国
ガライ・バリバガーン
声 - 土田大
大統領。ピースの圧力によりタイロン達自警軍にエッジャ村を調査させ、その結果責任逃れに村ごと証拠隠滅を図ろうとしていたが失敗し、最終的に国を出るように彼らに懇願をする。
急速な成長を遂げたグランエッジャ城艦国には良い印象を持っていない。調印式には護身用としてバインドワッパーを持ち込んでいたが、レッカ凱帝国で巨大要塞が登場した際にはゼツ凱帝に威圧され謙譲している。
タイロン・ダスター
声 - 奈良徹
自警軍隊長でカウボーイ風の男。信念「長い物には巻かれろ」を機装顕現させたブライハイトを操る。
ガライの命令を受けて証拠隠滅のため自警団を引き連れてエッジャ村を襲う。その際に「これは演習ではない。実戦である。」や「大の虫を生かすために、小の虫を殺す。」など小悪党のような言動を好んで使う。しかしエッジャ村を襲撃したことで、エルシャの機装顕現によって城塞戦艦が出現する原因を作ってしまう。
アタリーのリュージュは撃退するものの、シュウとの約束で戻っていたアロウのムガによって敗れバインドワッパーを破壊され捕らわれてしまう。しかしビットを口車に乗せてアタリーを除くエッジャ村の住民を動かし、アロウを捕えアロウのバインドワッパーを取り上げることに成功する。その後ガライのもとに戻り城塞戦艦を谷底に生き埋めにし同行していたビットも処分しようとするが、ビットによりバインドワッパーを奪われアロウがムガに機装顕現し、城塞戦艦も埋まることなく谷底を抜け出してしまう。汚名返上のためにもう一度機装顕現し城塞戦艦を襲うが、信念を強化したリュージュにより返り討ちにあった後再びムガにより倒されてしまい、ガライ共々捕らえられた状態でグランエッジャの旅立ちを見送ることになる。
グランエッジャ城塞国での調印式にはガライの護衛として参加している。

### 美少年牧場→美少年共和国
ブルー・ブリアン (BRUH)
声 - 橘龍丸
美少年共和国の美少年大統領。光の粒子を纏った青い髪の美少年で、信念「自分だけは生き残る」を機装顕現させたブライハイトを操る。
元はリュート卿和国自治区にある「美少年牧場」のリーダー。ウォルストンが美少年達に行っていた人造バインドワッパーの人体実験の直前でバインドワッパーを奪い機装顕現しゴートと共に逃走、他の美少年達と共に美少年牧場に立てこもる。しかし自身の信念から仲間を守る重圧に耐えられなくなり、一度はグランエッジャに飛び込んで死のうとするがアロウに諭され思いとどまる。その後アロウとシュウの協力でウォルストンから10個のバインドワッパーを奪取しウォルストンから独立を果たし、自身の信念が自分ではなく仲間を守るための信念に変わったことに気付く。そのため助けてくれたアロウとグランエッジャの人達を尊敬している。
その後は美少年共和国を立ち上げ大統領に就任、グランエッジャ城艦国で行われた調印式にはゴートと共に出席している。
殲滅者として覚醒したアロウの手により自領土である牧場の土地が破壊され続けてる中アタリー国王に救援を要請、アロウの殲滅者としての能力が消えレッカに捕らわれた時は、自国の領土で我が物顔で動くカイ達レッカ国の態度を非難しアロウ解放の手助けをしている。シュウから世界の真実を聞かされた時は「リンガリンド」がかつての自分達と同じ境遇であることに怒り、グランエッジャとレッカに対し同盟を結ぶことを提案する。
グランエッジャが神の領域へ向かう時は、アロウ、シュウ、アタリー、エルシャ、ビットを除くグランエッジャの国民を保護している。
ゴート・ゴードン
声 - 永塚拓馬
美少年共和国の副大統領。光の粒子を纏った緑髪の美少年。
ジェイ
声 - 花瀬あさみ
美少年牧場にいた少年。

### その他
ガーディアン
声 - 武内駿輔
神の世界で、害ある存在の侵入を阻止するために設けられた、神を守るシステム。その容姿はアロウと瓜二つ。戦闘時においてもアロウが機装顕現したムガと似た姿をしており、その他にもグランレッカやギガンレップウなどもコピーして使役。
ルドルフやディソナンザと同様に、神によって決まった行動のみがプログラムされているため、アロウ達のいかなる主張にも耳を傾けることもなく、一貫して彼らの排除を目論む。しかし、神そのものがアロウ達に可能性を見出したため、戦闘の最中で神により消去されてしまう。

## ブライハイト一覧
ムガ (MUGA)
アロウのブライハイト。信念を核としない特異な存在。
外見は白い人型フレームの各部に青い水晶体が輝くヒーローのような姿をした男性型ブライハイト。ブライハイトとしては未知なる力を持つ。
戦闘の際には徒手空拳で戦い、軽やかな動きとスピードを生かした戦法を得意とする他、爆発的な運動性能、アロウ自身のタフな精神による常人の倍以上の稼働時間を誇る。ムガによって破壊されたブライハイトは、何故か相手の信念が砕けないため搭乗者は死なずにバインドワッパーのみが砕け散る。
アロウに信念が無い故か機体をスライムのように軟化させたり分裂することで複数の分身を生み出す・強力な電撃を放つ・肩に人を収納する・体の一部を巨大化する・飛行能力を新たに生み出す・武器に変化するなど多彩な能力を持ち、レッカとの大決戦ではプラークのパラノーブルとコンビを組んでカイとレンのギガンレップウと激しい空中戦を繰り広げた。
エピタフマウンテンでアロウが覚醒した際は、アロウ本来の役割を体現するかのように相手のバインドワッパーを砕いてブライハイトや人間を殲滅させていった。それでもある程度まではアロウ自身で制御は出来ていたが、ルドルフによって力が完全に覚醒した後は、自分の意思に関係なく周囲に破壊光線を発しながら大地や植物も無差別に破壊する状態に陥っていたがシュウのアロウへの殲滅者消去のデーター書き換えによりアロウの殲滅者の能力が消えた為通常の機体に戻る事に成功した。

シュウ・ビ (SHU BI)
シュウのブライハイト。信念「我思う、故に我あり」。
名前の通りシュウそのままの容姿であり、シュウ自身が自身のブライハイトが巨大な戦闘メカになることを許せないという思いから本来の戦闘用のブライハイトの姿にはならない。戦う力等一切ない代わりに信念の集合体でありシュウの意識を移すことができ、壁の外へ自分の信念を飛ばす為にシュウ自身は３日の間眠りについてたが通常の短時間であれば眠らなくても機装顕現が可能。

リュージュ (RYUJU)
アタリーのブライハイト。信念は「とりあえずやり過ごす」。
外見は白とピンクを基調とし冬服をモコモコに着込み目がくりっとしたマスコットのような愛嬌のあるフォルムを持つ少女型のブライハイト。
移動や行動する際に「ピョンピョン」と可愛い音を出す。
戦闘の際には両腕からアンカーワイヤーを射出し、アタリーが生身でも使い慣れている鞭のように攻撃が出来、攻撃を受ければ軽やかに弾んで衝撃を受け流す柔軟且つ弾力あるボディを持つ。反面、比較的小柄なサイズもあってか、力ずくで組み付かれるとパワー負けしやすかったが、女王就任後自身の信念に磨きがかかりその結果ディソナンザの操るファンタズモーネを鞭で足止めできる程のパワーを得る事が出来た。

シャドウ (SHADOH)
エルシャのブライハイト。信念は「絶対に生きのびる」。
外見は黄色と緑色を基調とした頭部に垂れ下がった長い耳を持つ天使のような細身のフォルムを持つエメラルドブルーの女性型のブライハイト。
腕から弾丸を撃てる。城塞戦艦「グランエッジャ」の舳先に船首像のように連結することで操艦することが出来、実質的なグランエッジャの操縦権を持つが、長時間行えばエルシャの心身に大きな負担を掛けてしまう。

カイテン (KAITEN)
ビットのブライハイト。漢字表記は「皆纏」。信念は「とことんまでに人頼み」。
外見は巨大化したただのバインドワッパーで機体性能は何もないが、実は城塞戦艦グランエッジャを人型ブライハイト「ブライハイト・グランエッジャ」へ変形させる為のブライハイトであり、ビット自らバインドワッパー化によりグランエッジャの舳先に装着する事で「ブライハイト・グランエッジャ」へ変形する。この装着も「機装顕現」扱いとなっている。

グランエッジャ (GRANEDGER)
バインドワッパー化したビットのブライハイト。
城塞戦艦グランエッジャが人型に変形した、身長約1キロメートルにも及ぶ超巨大ブライハイト。物理攻撃のパンチだけでゼツとアロウからの攻撃を防いだルドルフのディオベネディッカの防壁を打ち破ることができる程の破壊力を持ちビット渾身のパンチとキックとアッパーを繰り出す。
グランエッジャとしての能力も引き継いでいるため、グランアローなどの必殺技や連携攻撃も引き続き使用可能。

グランレッカ (GRANREKKA)
ブライハイト・グランエッジャと城塞戦艦ダイレッカが城艦大合体したビットのブライハイト。
合体を見て喜んだゼツが「グランレッカ」と命名した。ブライハイト・グランエッジャの数倍のパワーを誇り、更にダイレッカの力で飛行することが出来るようになる。
ブライハイト・グランエッジャが本体となり、ダイレッカが分離しそれぞれグランエッジャの背部、腕部、腓腹部、脚部に装着される形になる。

パラノアッシュ (PALANOASH)
ソーラのブライハイト。信念は「運命から逃げ続ける」。
外見は白を基調としたコートを着ているかの様な細いブライハイト。

ギガン (GIGAN)
カイのブライハイト。信念は「天下無双」。
外見は赤と白を基調とした武将のような姿をした大型のブライハイト。
「ギガン」という名は全レッカ兵がゼツの元に集い信念とブライハイトをゼツに披露するお披露目会の際、カイのブライハイトだけ他のレッカ兵のブライハイトと違う形だったため、それを気に入ったゼツが与えた名前でありカイ自身もそれに対して誇りに思っている。
戦闘の際には信念の通り、天下無双の如き強さを発揮し、胸部から放つ信念メガ粒子砲や青龍偃月刀を武器に複数のブライハイトを一撃で破壊するなど、ブライハイト数百体分に値するパワーを誇り他のブライハイトを圧倒する強さを持つ。
ギガンレップウ (GIGAN REPPU)
レンのブライハイト「レップウ」と合体を果たしたことで進化したギガン。
レップウの翼を得たため、地上での圧倒的パワーを空中でも発揮できるようになった。胸部から放つ信念メガ粒子砲の威力も上がっておりムガとパラノーブル2体を同時に吹き飛ばす事も可能で、超速度による飛行でソニックブームを巻き起こすことも可能。任意のタイミングで合体を解除、再合体を自由に行えるため戦況に応じたテクニカルな動きも見せる。背中に隠しミサイルハッチがあり一斉射撃も可能である。後にギガン単体でも飛行することが可能になるが、カイはそのままレンと共に戦うことを選択している。
ゼツ亡き後、彼の信念を受け継ぎさらにパワーアップを遂げ、信念子を凝縮させるなどの新たな戦法も編み出した。

シュンレツ (SYUNRETSU)
レンのブライハイト。信念は「不義なる者断じて許さず」。
外見はレンのヘアースタイルと同じで片目が隠れており髪飾りを着飾った小柄で細い女性型のブライハイト。
その細さを活かした回転しながらの攻撃でアロウを苦しめた。
レップウ (REPPU)
ムガとグランエッジャに敗れた後、レンが信念を見つめ直したことによりシュンレツが進化したブライハイト。外見はシュンレツに翼が生えた程度で差ほど違いはなく信念に変わりはない。
レッカ凱帝国初の飛行能力を持っており、カイのギガンと合体することで飛行能力を譲渡可能で、ギガンレップウ時には背中の翼部分からレップウの固有技を放つ事も可能。

センプ (SENPU)
バイのブライハイト。信念は「全ての敵を薙ぎ倒す」。
外見はバイの頭部と同じ場所に傷が施されており紺とオレンジを基調とした荒々しい武将のような姿をした大型のブライハイト。
戦闘の際には信念にある通り、戦斧を武器に全ての敵を薙ぎ倒す圧倒的な破壊力で敵を殲滅する。

バリュウ (BARYU)
ゴウのブライハイト。信念は「闘志千里を走る」。
外見は緑と黄色を基調とした龍人型のブライハイト
超ロングレンジの強力な槍技を使いこなして一瞬で広範囲の敵を殲滅する。

オウゲン (OGEN)
ゼツのブライハイト。信念は「我が前に道はなし。ただ道を作る」。
外見は紫のマントを羽織り髭が生えたかの様なデザインのゼツらしい仙人型のブライハイト。
機装顕現する際にバインドワッパー10個を使用し、信念子の密度を自由に操る事が可能で、信念波で簡単に山を吹き飛ばしてしまう、相手ブライハイトの信念子を吸収する能力や、オウゲン単機で巨大戦艦を沈ませる等、常識では考えられない規格外の力を誇っている。ただし戦闘が長引いたり一定以上の衝撃を受けると自身のバインドワッパーが砕けていき、全てのワッパーが砕けると機装顕現が解除されてしまう。対ルドルフ戦では100個のバインドワッパーを使用することでゼツ自らが若返り、機体全体を羽織っていたマント状の装甲や髭等が外れ仙人型から一変してムガと同様にヒーローの様な姿になる。

パラノーブル (PARANOBLE)
プラークのブライハイト。信念は「姫への献身」。
外見は白を基調とした各部にピンク色の水晶体が輝く左肩にマントを羽織った騎士のような姿をした女性型のブライハイト。
ブライハイトの中でも希少な飛行能力を持ち、戦闘の際には空に精通しているプラークならではの空中技を駆使してそれらを用いた飛行戦術と機動力で敵を殲滅する。ただし、飛行能力はバインドワッパーを改造したことで後天的に手に入れた能力である。
マントのようなパーツは着脱・分解が可能でファンネルのように独立させた動きも可能な他、強力なレーザーを放つこともできる。

ラブソリュート (LOVSOLUTE)
フィーネのブライハイト。信念は「愛こそ全て」。
外見は目がくりっとしており、ハート型の杖を持ちハート型の羽衣を着飾りピンク色と白色を基調とした天女型のブライハイト。
機体性能はブライハイトでは大変珍しく信念の通り攻撃機能を一切持たない完全支援型で、相手から受けたダメージを無力化吸収してフィーネが大切に想う人たちや傷ついたブライハイトをも回復させる。回復対象は単体だけではなく複数のブライハイトや人にも可能で、負傷したアロウの右手も回復させてみせた。但しその絶大なる治癒能力の代償としてフィーネ自身はダメージを負ってしまう。

ラブソリュート・ノワール (LOVSOLUTE-NOIR)
フィーネの裏の人格・フィノワールが現れた時にラブソリュートが変化した禍々しい闇の女神「ヘカテー」の様なブライハイト。
ノワールへの変形時にはラブソリュートの杖のハート部分が半分欠け、鎌のような武器に変貌して顔が後ろに回転する事によりノワールの顔が現れる。
信念はラブソリュートと同じく「愛こそ全て」だが、その行動は残虐で味方を倒すことでその力を吸収する。相手の力を味方のために用いるラブソリュートとは逆の性質を持つ。

ファンタズモーネ (PHANTASMONE)
ディソナンザのブライハイト。信念は「決して死なない、世界の終わりまで」。
外見は脚部が無く一つ目でピエロの帽子を被った悪魔の様な異形型の超巨大ブライハイト。飛行型で相手のブライハイトをコピーする能力を有している。
機体の大きさは通常のブライハイトの約10倍程あり、その巨大な体を回転させながら無数のブライハイトをなぎ払ったり、指がロープのように伸びて相手ブライハイトを捕まえる事も可能。
一度はギガンレップウによって倒されているが、信念が示すように破壊されたとしても復元が可能となっており、ルドルフとの戦いで再び現れた時は目の前で倒されても瞬時に復元している姿を見せている。
ディオストラージェ (DIOSTRAGE)
ルドルフのブライハイト。信念は「神こそ全て」。
外見は機体全体が黄金に輝く神々しい皇帝の姿をしたブライハイト。
自身の体内に取り込んでるバインドワッパーを体外に取り出し腕ではなく首に装着して機装顕現する。「私が本気を出せば世界が滅ぶ」の一部であり、単機だけで全ブライハイトを圧倒する強さを誇り、自身のブライハイト城艦「ディオベネディッカ」のコックピットに入りコアの役割をする。オーラをまとった黄金色の剣を握りムガとオウゲンの攻撃を軽々と防いだり、手に内蔵されている高威力のバルカン砲で一斉射撃をする。
ゼツとの戦闘で相打ちになり破壊されたかに見えたが、グランレッカがエピタフマウンテンに到着した時に、リュートの元王位候補者達がバインドワッパーで機装顕現した台座に座って再び現れている。

## 用語集
ブライハイト (BRIHEIGHT)
人の強い信念とバインドワッパーにより機装顕現した「機装体（きそうたい）」。
ブライハイト化した装着者の信念によりそれぞれ形状や特徴が異なり、様々なブライハイトが存在する。
ブライハイトの機体性能は信念の強さによって決まる為戦闘中に何かしらの理由により信念が弱まるとブライハイトも弱体化してしまう。
機装顕現中にバインドワッパーを外したり装着者が気絶すればブライハイト化は解除されるが、信念力と呼ばれるものが不足した場合も解除され疲労で倒れることもある。
機装顕現中に負けると装着者は自身の信念が完全に消滅し「死」に至るが、アロウが倒したものだけは消滅せずワッパーだけが破壊される。
ブライハイトは身にまとう機装体のため、コックピットルームには操作レバーやボタンといった様なものは一切なく、己の信念と自身の体の動きとリンクするかの様にブライハイトも同じ動きをする。
ブライハイトには「進化」という概念もあり、信念がより強力になったり認識が改まったり、尊敬される存在になるとブライハイトも進化する。
戦力的には無個性な一般ブライハイト10機程度で1個師団相当に匹敵するというが、ムガやギガン、パラノーブルの様な強力なブライハイトの場合はたった1機で数十機の一般ブライハイトを圧倒したりと簡単にパワーインフレを起こしてしまう。
ブライハイトに対する価値観はレッカとリュートでは全く異なっており、レッカでは「己の武術など身体能力向上の修行全ては信念を鍛え上げる為のものであり、信念の強さこそブライハイトの強さ」という考え方を持っている。それに対してリュートでは「優れた科学力を使い研究と改良によって直接バインドワッパーに手を加えて、より強力なブライハイトを作り出し信念の弱い者でも強いブライハイトを扱えるようにする」という、レッカとは正反対の思想を持っている。
レッカ凱帝国ではブライハイト戦の前に互いに名乗りを上げることが礼儀とされている。
また、レッカ凱帝国の一大行事として、ゼツの元に全レッカ兵が集い一斉にブライハイトに機装顕現し、自国兵の信念の強さが現状如何ほどのものかをゼツ自身が確かめるブライハイト披露会が定期的に行われている。しかし兵士の信念が全員同じためブライハイトは同じ形をしておりゼツも内心では落胆しているが、カイがギガンの姿で現れた時は喜んでいた。
バインドワッパー
ブライハイトを具現化するためのバングル。一度でも装着すると、装着者が死ぬまでそのワッパーはその装着者のものとなる。
リュート卿和国ではバインドワッパーの改造に成功しており、本来のブライハイトの能力に別の能力を加えているが、改造品の量産化までには辿り着けていない。現在でも飛行用に改造したバインドワッパーの適合に成功した者はプラークのみである。その後リュートでは改造以外にも人工バインドワッパーの作成にも手を出しており、シュウの助言もあり人造のバインドワッパー作成を成功している。
デマインの研究によれば、リンガリンドに満ちている信念子を物質化させる増幅装置の役割を持っていることが明らかになっている。しかし、フィーネの裏人格・フィノワールを封印することが可能であることなど、謎に包まれた部分は未だ多い。
レッカ凱帝国やリュート卿和国に眠っていた城塞戦艦は、操縦者が専用バインドワッパーを装着することで起動している。
機装顕現（きそうけんげん）
バインドワッパーの力で、装着者の信念をブライハイトに具現化すること。バインドワッパーの効果が発動する際に電子音でこの言葉が流れる。装着者は初めて機装顕現した際に、自らの信念を知る。レッカとリュートでは機装顕現をして自身がブライハイトになる現象をレッカは「ブライハイトになる」「変身する」「機装顕現」を用いるのに対してリュートは「操る」「乗る」「操縦する」「操作する」の意味合いが強く２国共機装顕現に対する価値観が異なっている。
城塞戦艦
各国に眠る謎の超巨大機動要塞。高度な技術を有している。
その正体は、神がリンガリンドを滅ぼす目的で差し向けたアロウのサポート機。覚醒したアロウと合体すれば、リンガリンド全人類を殲滅する能力を発揮する。
グランエッジャ (GRANEDGER)
エッジャ村の地底に眠っていた全長約1キロメートルにも及ぶ城艦。起動時にエルシャのブライハイト「シャドウ」が登録されたため、シャドウが一体化して操縦する羽目になっている。当初は理解不足から使えなかったが、城内には広大な多目的空間、医療施設、居住施設に武器庫等が元から設置されており、水や空調管理までもが自動管理で提供可能だった為、エッジャ村の面々は城内で長期生活を始め、終いには農耕や牧畜までも行いだして一種のアーコロジー化を果たした。
戦艦の名の通り武装しており攻撃用の砲台や自衛兵器も多数設けられている。レッカにも似たようなものが存在するものの、こちらの方がより高度な技術が施されている。シュウの研究と解明によって、グランエッジャの超信念エネルギー砲をアロウのムガ経由で解き放つ超兵器「グランアロー」という攻撃手段を確立。この攻撃はムガの攻撃同様、敵ブライハイトの命を奪わずバインドワッパーのみを破壊できる。弱点として上空の飛行型ブライハイトには無効という欠点があるが、城艦を垂直形態に変形させることで上空にも攻撃可能な「グランアローバーチカル」、散開する敵に対し城艦を旋回することで命中させる「グレートバーニング」を編み出した。ビットのブライハイト、カイテンと合体する事により人型のブライハイト「ブライハイト・グランエッジャ」へ変形する事が出来、変形したブライハイト・グランエッジャとダイレッカが合体してグランレッカになる事も可能。
ダイレッカ (DAIREKKA)
レッカの北方領土の地底に眠っていたアロウが使うはずだった高度飛行可能な城艦。起動時には専用のバインドワッパーを使用する。城艦名の命名者はゼツ。最初はディソナンテからバインドワッパーを与えられたテイが動かしていたが、ゼツによってテイが倒された後はキョウが引き継いでいる。
全体的にはグランエッジャより遥かに巨大で横にも縦にも広がりを持つ。彩色は赤を基調とし宮殿のような外観をしている。
遠目からでも確認できるような巨大砲台が数多く有しており、単純な火力面ではグランエッジャやマエストローグを凌駕している。コクピットに相当する操縦席部分にはシールドを展開し操者を防護する機能がある。これはマエストローグも同じであり、シャドウが最初に登録されたグランエッジャだけが異なる。その他、マエストローグ同様に自軍兵の信念を変化させることで、飛行能力を与えることが可能。内部の武器庫には多数のバインドワッパーが保管されていた。ブライハイト・グランエッジャと合体して「グランレッカ」になる事が出来る。
マエストローグ (MAESTROG)
リュート卿和国の地底に眠っていたアロウが使うはずだった飛行可能な城艦。起動時には専用のバインドワッパーを使用する。
外観は白色と金色を基調とし、グランエッジャによく似た城形をしている他、煌びやかなイルミネーションのような装飾が施されている。
基本的な装備や火力はグランエッジャに匹敵する。味方兵の信念を変化させることでブライハイトに飛行能力を与えることが可能で、これにより空中戦で驚異的な兵力を発揮する。 高い機動力と大量のブライハイトでグランエッジャを追い詰めるが、ルドルフの本当の目的は覚醒したアロウの力として使うためであり、ピース消滅後はムガがマエストローグの核となったことで残っていたリュート軍は全滅。その後アロウの意思を無視してグランエッジャに襲い掛かるが、シュウの機転でムガと艦首が切り離されたことでグランエッジャの攻撃を受けて破壊された。
ディオベネディッカ
ルドルフの操るブライハイトに属する城艦。
アロウ達がルドルフの宮殿に出向いた際にルドルフがアロウ達へ語った「私が本気を出せばこの世界が滅ぶ」の正体。普段は透明な状態であり、ルドルフは自分に危害を加える者に対して力の一部を使用している。
外見は垂直型で機体全体から8本の手が生えており手に持っている各宝珠から火線を無差別で一斉発射させたり、信念の塊の様な光線で全ブライハイトや町を一瞬で全滅させる事が出来る。ディオストラージェと合体する事により更に強力になり、世界の神が遣わした代弁者の如くリンガリンドそのものを根絶やしにする力を発揮する。リンガリンドに存在している城塞艦の中でも類を見ない破壊力、機動力を誇っている上にアロウのムガソード、殲滅者の力、ゼツの渾身の一撃等を一切受け付けない、神に守られているかの様な防御力も有している。
強力な能力を多々有するものの、リンガリンドにおける法則から逃れることはできず、操縦者であるディオストラージェがコクピットから離れると力を発揮できないため、ディオベネディッカを起動させたままディオストラージェが外部へ出る際にはケーブルで接続された状態となる。ケーブルを切断すれば機能停止するものの、非常に強固なため破壊は容易ではない。
死にゆくゼツがルドルフの体内に眠る鎖状バインドワッパーを全て破壊したため、同時にディオベネディッカも爆散したかに見えたが、ルドルフが生存していたため破滅の輪舞の破壊を阻止するために再びアロウ達の前に立ちはだかる。しかしアロウ達による2発目の破滅の輪舞の破壊を防ごうとした時に三位一体覇道天弓のダメージを受けており、フィーネ達との戦闘中に全ての宝珠が破壊された後、バイとゴウ、プラークの攻撃によって完全に消滅した。
城塞戦艦に関する能力
絶縁粒霧（ぜつえんりゅうむ）
リンガリンドの乗り物の、大地の下に流れる流体金属に反発する力を利用し地面から浮く、という力を無力化させる霧。グランエッジャに対しても有効だが、シュウがグランエッジャの空調システムを応用させたことで絶縁粒霧を吹き飛ばし無効化している。
残留信念システム
意志が残っていれば機体が動き続ける機能。
例えば、グランエッジャの操縦において「船を動かす」という意志を残しておけば、シャドウが離れても動かし続けることができるが残留信念システム発動中での移動速度は通常よりも遅くなる。
世界壁
通称「壁」。リンガリンドを囲い閉じ込めるようにそびえ立つ、約1万メートルを誇る物体。リンガリンドの人間たちは「壁の向こうに世界は存在しない」と信仰している。しかし、レッカ凱帝国の封印禁書室に保管されている古代からの禁書文献には外の世界に関するものがあり、外から来たものがこの世界を滅ぼすという予言内容が記されている。
アロウ達が最初に壁に到着した際、壁を破るべく攻撃を試みたが全く傷がつかず、逆に人工的な巨大送風機の出現によってグランエッジャごと吹き飛ばされている。
リュート卿和国のプラークは飛行可能なブライハイトで壁の遥か上空まで飛び上がったことがあり、そこにはレーザーを放つ防衛システムのような物体が無数に配備されていた。
その正体は壁の向こう側の「神」が作ったものであり、「神」の代弁者であるルドルフは壁をある程度自在に消したり作ったりすることが可能になっている。
ラクホウ
月に一度、天空から隕石のように落下してくるカプセル状の物体。リンガリンドの人間はこれを「世界壁からの贈り物」と崇めている。内部にはバインドワッパーなど人知を超えた物体が収められており、レッカ凱帝国やリュート卿和国はこれを軍事力拡大のため奪い合いをしている。本作では前例がない月に二度目のラクホウがエッジャ村に落下しており、その中にアロウと2本のバインドワッパー（通常用と城塞戦艦起動用）が入っていた。
レッカ凱帝国vsリュート卿和国との戦争後では、ラクホウが何故か一度も発見されていないが、殲滅者となったアロウの目の前で一度だけ落下している。
破滅の輪舞（ロンド）
神が「リンド」を破壊するために作られた兵器。
ラクホウエンブレムを通過し「リンド」の中心に埋まることで、回転しながら世界壁を狭めていき最終的に世界を消滅させる。
ラクホウと同じ形をしているがグランレッカよりもはるかに巨大であり、グランレッカの攻撃すら跳ね返す程の高い防御力を誇る。
アロウが殲滅者としての能力を消失したため、ルドルフがリンガリンドを滅ぼすための最終兵器として使用したが、ルドルフとディソナンザが護衛に入った事でシュウに破滅の輪舞が破壊できることを教えてしまい、カイの三位一体覇道天弓によって消滅してしまう。ルドルフは更に2発目を発射しようとしたが、ラクホウエンブレムが表れたことで2発目がグランレッカが壁の外へ出るための道になると同時に破壊されている。壁の外では大量の破滅の輪舞が配備されていたが、グランレッカによって全て破壊される。
ラクホウエンブレム
上空より遥か彼方の壁の外からリンガリンドへラクホウが投下される時に開かれるゲートのサイン。リンガリンドの上空と壁の外の境界線でもあり、ラクホウエンブレムの壁の向こう側には宇宙空間らしき背景が広がっており、その中で赤ん坊の泣き声の様なものが聞こえる。
リンガリンド
「壁」に囲まれた、直径約3,000キロメートルの大地。作中での長さの単位は「ゲント」（1ゲント＝１メートル）となっている。
東にはリュート卿和国、西にはレッカ凱帝国という2つの大国が広がっており、その辺境にはどの勢力にも属さない小さな国や自治区が点在。
大地の下には信念子の集合体たる「流体金属」が流れており、世界を信念子で満たしている。この流体金属の性質を利用した浮上する乗り物が作られたり、バインドワッパーでの機装顕現を可能としている。しかし「流体金属」の本当の目的は信念子の動きを監視するためのセンサーであることが、壁の外から帰ってきたシュウによって明らかにされる。
リンガリンドの世界秩序として2大国家のレッカとリュートでは様々な条約が結ばれているため、小さな国同士の紛争がたまに起きている程度でリンガリンド全土を巻き込む戦争は起こっていない、但しリンガリンドにおける強さは極論的に「己の信念の強さ」=「己のブライハイトの強さ」で決まるため、月に1回壁の外から降ってくるラクホウの中には、それらの強さに必要不可欠なバインドワッパーが大量に入っており密かな戦力確保の為にとレッカとリュートでのラクホウの争奪戦だけは起こっている。
信念子（しんねんし）
人間の強い意識に反応し物質化するナノマシン。リンガリンドの世界はこの信念子が充満しておりブライハイトは信念子により構成され、人間の精神支柱を核にした個性が様々なブライハイトの性能となる。己の信念を極限まで鍛え上げればゼツ凱帝の様に信念子を生身で操る事も可能だが、その領域に到達するのは至難の業とされている。
キャラバンロード
レッカ凱帝国とリュート卿和国の国境線に位置する中立地帯。どの国の人間も往来可能。
鉄走騎（てっそうき）
レッカ凱帝国で使用される乗り物。搭乗者の階級・用途によって形状が異なる。
壁の外
壁を超えた先にある世界。「神」がいる領域を中心として幹のようなものが広がっており、幹から果実のように「リンド」と呼ばれる人が住む世界が無数に構築されている。「リンガリンド」も無数にある「リンド」の中の一つである。
リンドの正体は2000年前に「神」が救助を待つために作られた生命維持装置であり、「神」のために「リンド」から信念子が送り込まれている。必要以上に力を持ち「神」に害を与える可能性があるリンドは「悪性反逆腫」と呼ばれ、調停者からの指示で殲滅者が送り込まれリンドが滅ぼされることになる。
エピタフマウンテン
「壁」の外にあり、神に最も近い場所とされる。付近にはエピタフ（墓碑銘）の名の通り、命を落としていったリンガリンドの人間の顔がねじれた石柱となって埋め尽くされている。
その正体は神の領域への入り口であり、神に信念子を送るための集積場であることがシュウによって明かされている。
神の領域へ向かうためグランレッカはエピタフマウンテンに進むが、待ち構えていたルドルフによってエピタフマウンテンは破壊され神の領域への道は閉ざされることになる。アロウが殲滅者として消し去った人間が多すぎたため、信念子を送る速度が低下しており、これによりゼツとフィノワールの信念子は未だリンガリンドに留まり続けていた。
神
壁の外の存在とされるもの。ルドルフはこの存在の啓示を受けて行動している。
リンガリンドの他、様々な世界や壁を作り、繁栄し切った世界は果実を刈り取るように滅ぼしていく。リンガリンドも同様で、特にレッカ凱帝国のゼツ凱帝が自らの想像を遥かに超えた力を有してしまったため彼の力を恐れ、ルドルフを代弁・選定者として、アロウや城塞戦艦を殲滅者として送り込む。
その正体は神の世界の外にある惑星から放たれた船団の中で唯一生き残った赤ん坊であり、その赤ん坊を守るために生命維持装置たるリンドが作られた。
アロウ達が神の領域に着いた時は「神」を守るガーディアンがアロウ達を排除するための行動を起こしたが、「神」を元の星に帰すというアロウの提案とガーディアンを倒したアロウ達の力が認められ、アロウの提案を受け入れた。
神の使い
殲滅者
壁の外の神と言われる者の意思により、リンガリンドを全滅させるためにラクホウに乗って現れたアロウの本来の姿。
文字通り人を滅ぼすためだけの存在であり、機装顕現した状態だと光線に当たるだけで消滅してしまい、人の状態でも触れるだけで消滅させてしまう。機装顕現状態で城塞戦艦と合体することで本当の力を発揮し、周囲にいる人間を無差別に消滅させることが可能になる。
消滅させる力は対象がいれば本人の意思に関係なく自動的に発動するが、アロウの力の覚醒が不完全だったためアロウの強い意志である程度までは抑えることができる。また消滅させる事ができるのは人間だけであり、殲滅者アロウ自身やそれ以外の物に対しては力は発揮されない。しかし完全に力が覚醒すると常時破壊光線を周囲に発動させ、人だけでなく大地も含め全てを破壊することになる。
機装顕現するとバインドワッパーは自分では外すことは出来ず、バインドワッパーを破壊できたとしても機装顕現が一時解けるだけで再度強制的にブライハイト化が起こり、殲滅者の能力が消滅することはない。
調停者
リンガリンドを神の意志の下で消滅させるために調停を図る存在。ルドルフが該当。
殲滅者としての記憶を失ったアロウを本来の姿に戻し、役割通りにリンガリンドを消滅させようとする。

## スタッフ
- 原作 - 谷口悟朗、中島かずき、ANIPLEX
- 監督 - 谷口悟朗[3]
- シリーズ構成・全話脚本 - 中島かずき[3]
- キャラクター原案 - 大高忍[3]
- キャラクターデザイン・総作画監督 - 菅野利之[3]
- 世界観・プロップデザイン - 寺岡賢司
- ブライハイトデザイン - 天神英貴[1]
- アクション作画監督 - 平山貴章
- CGアクションスーパーバイザー - 山根理宏[1]
- CGディレクター - 齋藤崇
- CG制作 - ダイナモピクチャーズ[1]
- 美術監督 - 橋本和幸
- 美術設定 - 杉山晋史
- 色彩設計 - 堀川佳典
- 撮影監督 - 浅村徹
- 編集 - 神宮司由美
- 音響監督 - 名倉靖
- 音楽 - 田中公平[3]
- 音楽プロデューサー - 山内真治
- 音楽制作 - アニプレックス
- プロデューサー - 加藤晋一朗、蔡愛蓮、都真由、長谷川嘉範、大和田智之、土屋慎一
- アニメーションプロデューサー - 青木誠
- アニメーション制作 - スタジオヴォルン[3]
- 製作 - バック・アロウ製作委員会（アニプレックス、ABCアニメーション、BANDAI SPIRITS、ムービック、BS11、レッグス）

## 主題歌・挿入歌
「dawn」
LiSAによる第1クールオープニングテーマ。作詞はLiSA、作曲は草野華余子および編曲も兼任する堀江晶太。
「セカイノハテ」
斉藤朱夏による第1クールエンディングテーマ。作詞・作曲はハヤシケイ、編曲は毛蟹。
「鼓動」
藍井エイルによる第2クールオープニングテーマ。作詞はEir、作曲・編曲は山田竜平。
「United Sparrows」
FLOWによる第2クールエンディングテーマ。作詞・作曲はKOHSHI ASAKAWA、編曲はFLOW。
「デマイン合唱団のうた」
第10話などで用いられた作中挿入歌。作詞は中島かずき・谷口悟朗、作曲・編曲は田中公平。歌唱は「デマイン合唱団」。音源化はされていないが、ベースとなる「デマイン合唱団」が「バック・アロウ オリジナルサウンドトラック」DISC2トラック3に収録。
「信念を示す者たちよ」
第21話・第24話で用いられた作中挿入歌。作詞は谷口悟朗、作曲は田中公平、編曲は石塚玲依。歌唱は乃藍。
「バック・アロウ オリジナルサウンドトラック」DISC2トラック25～27に収録。

## 各話リスト
| 話数    | サブタイトル                       | 絵コンテ        | 演出                    | 作画監督                                                                                | 初放送日      |
| ------- | ---------------------------------- | --------------- | ----------------------- | --------------------------------------------------------------------------------------- | ------------- |
| BACK 01 | 飛んで来た男にパンツはあるか       | 谷口悟朗        | 吉田大輔                | 高橋美香                                                                                | 2021年 1月9日 |
| BACK 02 | 夢はまったく迷惑なのか             | 須永司          | Won Chang hee           | Joung Eun joung Ahn Hyo jeong Jang Hee kyu                                              | 1月16日       |
| BACK 03 | 巨大な城艦は希望になるか           | 須永司          | 藤瀬順一                | 高橋美香 高澤美佳 吉岡勝                                                                | 1月23日       |
| BACK 04 | 天才は忘れた頃にやってくるのか     | 坂田純一        | 尾之上知久              | Kwon Oh sik Jang Hee kyu Joung Eun joung Ahn Hyo jeong                                  | 1月30日       |
| BACK 05 | 今日は昨日の明日なのか             | 谷口悟朗        | 吉田大輔                | 石井舞                                                                                  | 2月6日        |
| BACK 06 | 美少年牧場ってマジなのか           | 坂田純一        | Won Chang hee           | Jeong Yeon soon Jang Hee kyu Joung Eun joung Ahn Hyo jeong                              | 2月13日       |
| BACK 07 | 壁はそんなに堅いのか               | 須永司          | 藤瀬順一                | 高橋美香 高澤美佳 吉岡勝                                                                | 2月20日       |
| BACK 08 | 血まみれの騎士は何を秘めるのか     | 坂田純一        | 尾之上知久              | Lim Keun soo Kwon Oh sik Park Hoon Ahn Hyo jeong Oh Eun soo Joung Eun joung             | 2月27日       |
| BACK 09 | 愛を語る唇はなぜ牙を隠すのか       | 須永司          | 板庇迪                  | 石井舞 宮島彩                                                                           | 3月6日        |
| BACK 10 | 持たざる者にも意地はあるのか       | 須永司          | 藤瀬順一                | 高橋美香 高澤美佳                                                                       | 3月13日       |
| BACK 11 | 真っ向勝負の戦争なのか             | 吉田大輔        | 山田加余仲              | Jeong Yeon soon Kwon Oh sik Kim Hyung il Park Hoon Oh Eun soo Lim Keun soo Kim Kyung ho | 3月20日       |
| BACK 12 | 誇りも積もれば芥となるか           | 須永司          | 仁科邦康                | 錦見楽 河野敏弥 廣江啓輔 岩澤亨                                                         | 3月27日       |
| BACK 13 | 姫が立つ時天は泣くのか             | 坂田純一        | Won Chang hee           | Joung Eun joung Kim Yoon jung                                                           | 4月3日        |
| BACK 14 | その戦場に愛はあるのか             | 須永司          | 板庇迪                  | 宮島彩 石井舞                                                                           | 4月10日       |
| BACK 15 | 仕組まれた動乱は何を生むのか       | 坂田純一        | 尾之上知久              | Kim Yoon jung Joung Eun joung Oh Eun soo Park Hoon                                      | 4月17日       |
| BACK 16 | 人が平和を望む時、神は何を欲するか | 須永司          | 藤瀬順一                | 高橋美香 高澤美佳                                                                       | 4月24日       |
| BACK 17 | かくて彼らは立ち上がるのか         | 西村聡          | 山田加余仲              | Kim Yoon jung Joung Yeon soon Oh Eun soo Kim Kyoung ho Lim Keun soo Park Hoon           | 5月1日        |
| BACK 18 | これが世界の真理なのか             | 須永司          | 外山草                  | 宮島彩 石井舞                                                                           | 5月8日        |
| BACK 19 | お前に始末がつけられるのか         | 坂田純一        | 尾之上知久 Kim Hyoun il | Kim Yoon jung Joung Eun joung Jeong Yeon soon Jang Hee kyu Lim Keun soo                 | 5月15日       |
| BACK 20 | 人の怒りは神に届くか               | 須永司          | 板庇迪                  | 高橋美香 高澤美佳 吉岡勝 山中正博                                                       | 5月22日       |
| BACK 21 | 誰が私をとめられるのか             | 西村聡          | 山田加余仲              | Jang Hee kyu Oh Eun soo Kim Yoon jung Joung Eun joung Jeong Yeon soon Park Hoon         | 5月29日       |
| BACK 22 | それでも俺はなぜ生きるのか         | 吉川博明        | 谷口工作                | 北條直明 木村行隆 河野直人 山本恭平 金炅垠 大東百合恵                                   | 6月5日        |
| BACK 23 | 天から降るのは破滅の印か           | 坂田純一        | 尾之上知久              | 大東百合恵 山中正博 吉岡勝                                                              | 6月12日       |
| BACK 24 | 我が赴くは星の群か                 | 須永司 谷口悟朗 | 板庇迪 藤瀬順一         | 大東百合恵 高橋美香 山中正博 吉岡勝                                                     | 6月19日       |

## 放送局
| 放送期間                | 放送時間                     | 放送局         | 対象地域   | 備考                             |
| ----------------------- | ---------------------------- | -------------- | ---------- | -------------------------------- |
| 2021年1月9日 - 6月19日  | 土曜 0:00 - 0:30（金曜深夜） | TOKYO MX       | 東京都     |                                  |
|                         |                              | とちぎテレビ   | 栃木県     |                                  |
|                         |                              | 群馬テレビ     | 群馬県     |                                  |
|                         |                              | BS11           | 日本全域   | 製作参加 / BS放送 / 『ANIME+』枠 |
| 2021年1月10日 - 6月20日 | 日曜 2:30 - 3:00（土曜深夜） | 朝日放送テレビ | 近畿広域圏 | 『ANiMAZiNG2!!!』枠              |
| 2021年1月11日 - 6月21日 | 月曜 21:00 - 21:30           | AT-X           | 日本全域   | CS放送 / リピート放送あり        |

| 配信開始日                                                   | 配信時間                     | 配信サイト |
| ------------------------------------------------------------ | ---------------------------- | --- |
| 2021年1月9日                                                 | 土曜 0:00 - 0:30（金曜深夜） | ABEMA |
| 2021年1月11日                                                | 月曜 12:00 更新              | dアニメストア （本店・ニコニコ支店・for Prime Video） GYAO! Amazon Prime Video ニコニコチャンネル バンダイチャンネル Hulu J:COMオンデマンド TELASA TSUTAYA TV ビデオマーケット DMM.com music.jp FOD ひかりTV U-NEXT アニメ放題 |
|                                                              | 月曜 23:30 - 火曜 0:00       | ニコニコ生放送 |
| 一部のエピソードでは、オーディオコメンタリー版が配信される。 |                              | |

## BD / DVD
| 巻 | 発売日         | 収録話          | 規格品番      | 規格品番      |
| 巻 | 発売日         | 収録話          | BD限定版      | DVD限定版     |
| -- | -------------- | --------------- | ------------- | ------------- |
| 1  | 2021年4月28日  | 第1話 - 第3話   | ANZX-12901/2  | ANZB-12901/2  |
| 2  | 2021年5月26日  | 第4話 - 第6話   | ANZX-12903/4  | ANZB-12903/4  |
| 3  | 2021年6月23日  | 第7話 - 第9話   | ANZX-12905/6  | ANZB-12905/6  |
| 4  | 2021年7月28日  | 第10話 - 第12話 | ANZX-12907/8  | ANZB-12907/8  |
| 5  | 2021年8月25日  | 第13話 - 第15話 | ANZX-12909/10 | ANZB-12909/10 |
| 6  | 2021年9月29日  | 第16話 - 第18話 | ANZX-12911/2  | ANZB-12911/2  |
| 7  | 2021年10月27日 | 第19話 - 第21話 | ANZX-12913/4  | ANZB-12913/4  |
| 8  | 2021年11月24日 | 第22話 - 第24話 | ANZX-12915/6  | ANZB-12915/6  |

## Webラジオ
アタリー・アリエル役の洲崎綾とエルシャ・リーン役の小澤亜李によるWebラジオ『TVアニメ『バック・アロウ』リンガリンド放送局』が、音泉にて2021年1月7日から7月1日まで毎週木曜日に配信された。

## CD作品等
バック・アロウ オリジナルサウンドトラック
2021年6月23日発売。全66曲を収録。2枚組。配信サイトではHi-Res版も販売。
初回生産限定盤には「三方背ケース」同梱。